# Philistins
Vous lisez un « bon article » labellisé en 2021.
Cet article traite des Philistins. Pour la présentation de ceux-ci dans les sources bibliques, voir Philistins (Bible).
Les Philistins (en hébreu : פְּלִשְׁתִּים, pelištīm) sont un peuple du Proche-Orient ancien établi au sud-ouest du Levant le long de la côte méditerranéenne, à la fin du IIe millénaire av. J.-C. et durant la première moitié du Ier millénaire av. J.-C. ; ils sont connus par différentes sources textuelles (assyriennes, hébraïques, égyptiennes) et archéologiques.

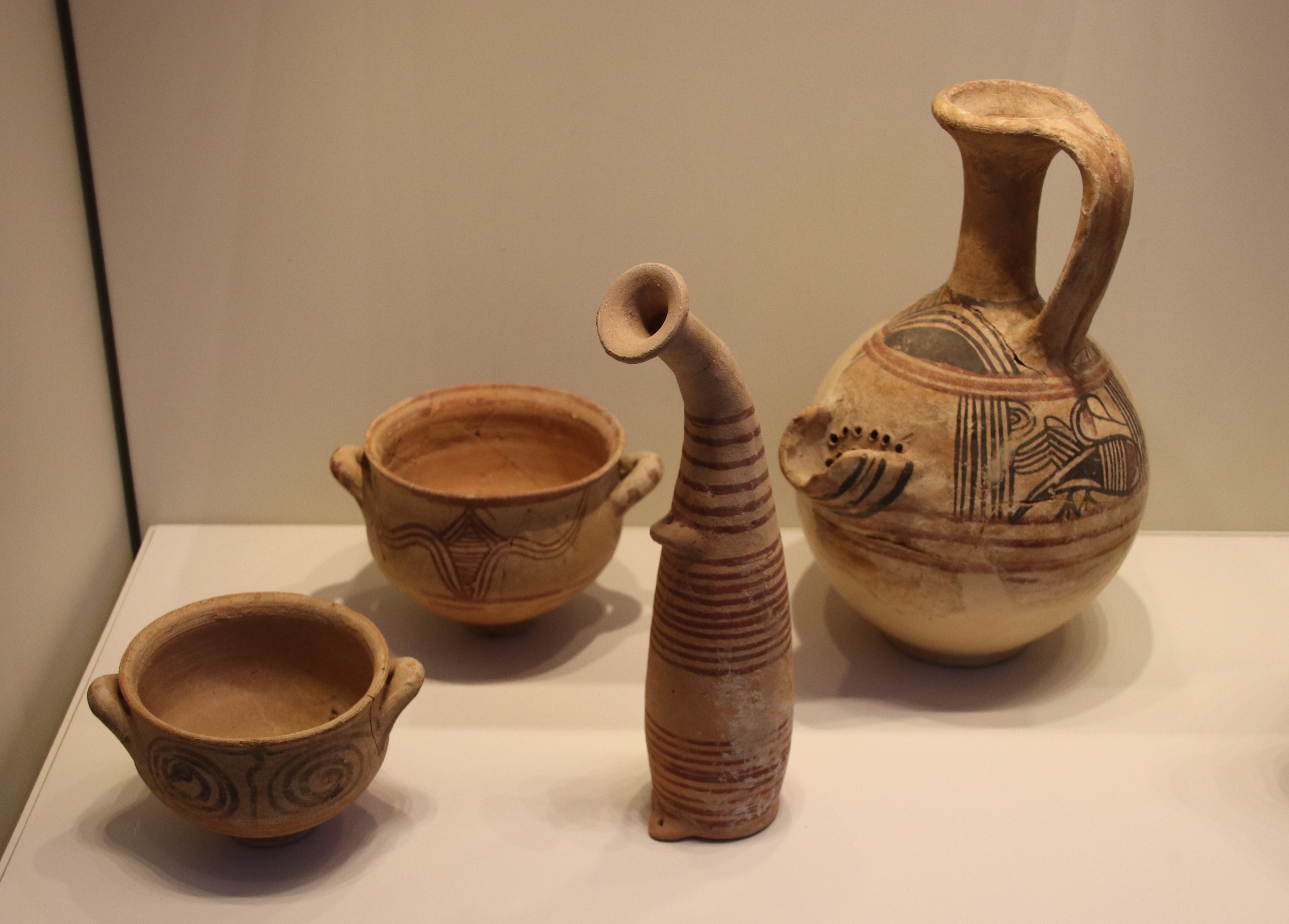
Poterie peinte de type philistin, aux aspects égéens et chypriotes marqués mais produite à Canaan, témoignage de l'arrivée des Philistins dans la région. Musée d'Israël.

Les Philistins apparaissent sous le nom de Peleset dans des sources égyptiennes au XIIe siècle av. J.-C. et sont présentés comme des ennemis de l'Égypte, mélangés à d'autres populations hostiles désignées collectivement par les historiens modernes sous le nom de « Peuples de la mer ». Leurs origines sont débattues, mais l'opinion dominante les considère comme un amalgame de populations aux origines égéennes, anatoliennes et chypriotes, parlant des langues indo-européennes.
Après leurs affrontements avec les Égyptiens, les Philistins se sont installés sur la bande côtière du sud-ouest de la terre de Canaan, dans une région longeant la Méditerranée depuis l'actuelle bande de Gaza jusqu'à Jaffa. Ils y ont fondé des entités politiques, qui, au fil du temps, sont devenues des cités-États dirigées par des rois (Éqron, Ashdod, Ashkelon, Gaza, Gath), apportant avec eux des traits de la culture de leurs régions d'origine, tout en s'intégrant aux populations locales. Après une première période de constitution d'une identité philistine, la culture qui en résulte est majoritairement de type levantin et ouest-sémitique, cependant elle a conservé quelques traits rappelant leur héritage égéen et chypriote durant les premiers siècles du Ier millénaire av. J.-C.
Les Philistins sont surtout connus par la Bible, où ils sont les ennemis mortels et « incirconcis » des Israélites, pour qui ils constituent une menace militaire et culturelle de premier ordre dès leur installation, s'emparant de terres de leurs adversaires. Bien que le récit de ces luttes, qui comprend des épisodes célèbres tels que l'histoire de Samson et Dalila et le combat de David contre le Philistin Goliath, soit généralement tenu pour peu fiable historiquement dans le détail, on considère que ces guerres ont fortement contribué à l'émergence de l'identité et de la royauté israélites.
Le Levant méridional est ensuite dominé par les Assyriens, qui prennent le contrôle des cités philistines dans les dernières décennies du VIIIe siècle av. J.-C. Sous leur domination, ces royaumes se révoltent à plusieurs reprises, mais ils semblent globalement avoir connu une période de prospérité économique. Celle-ci s'achève vers 604-600 av. J.-C., quand les troupes babyloniennes détruisent plusieurs grandes cités philistines et dominent à leur tour la région. Il est considéré qu'après cette date, il n'y a plus de Philistins au sens ethnique du terme, même si le nom de la région qu'ils occupaient est à l'origine du terme « Palestine » qu'a utilisé en 135 de notre ère l'empereur Romain Hadrien en rebaptisant toute la région Syria-Palestina 

## Étymologies
Le terme « Philistins » est dérivé de l'hébreu pĕlištī(m), qui apparaît à de très nombreuses reprises dans le Tanakh (Bible hébraïque). La Bible hébraïque contient également quelques occurrences du mot pĕlešet, désignant une région, la « Philistie ». Dans les versions grecques du texte biblique, se trouve parfois le mot phulistiim, mais leur appellation la plus fréquente est allophuloi, en grec ancien : ἀλλόφυλοι, « étrangers ».
Plusieurs étymologies ont été proposées pour le terme « Philistins ». Si c'est bien le nom que ce peuple se donnait (autoethnonyme), on y note « un radical qu'on retrouve dans le nom de la ville de Palaisté (apparenté à Palaïte et Palestine), en Épire, [… dans] Palaistinos, Παλαιστῖνος, donné comme ancien nom du fleuve Strymôn, [ou dans] le terme pelastai ou pelaistai désignant les cultivateurs de l'Attique ». Beaucoup d'auteurs ont défendu un rapprochement entre les Philistins et le « peuple que les Grecs appelaient les Pélasges, Πελασγοί, Pelasgoi », une population installée en Attique, mais qui serait d'après certains textes originaires de Crète. « Les sources anciennes (l’Iliade, Hérodote) mentionnent les Pélasges comme un peuple dispersé en divers points du pourtour de la mer Méditerranée. Il y a coïncidence entre les formes de l'ethnique[Quoi ?] en -t- (Pelastai, *Pelaistini) et les formes en -g- (Pelasgoi). »
Une autre hypothèse, moins soutenue mais renvoyant à une origine géographique proche, suggère que le nom « Philistin » est une déformation du grec phyle histia, φυλή ἱστία « tribu des foyers », avec la graphie ionienne de hestia, ἑστία (foyer).
Ces deux premières hypothèses restent fondées sur l'idée que Peleset est bien le nom d'origine que se donnait ce peuple. Il a aussi été suggéré que le nom aurait été donné à ce peuple au Proche-Orient, et qu'il ne peut donc renseigner sur une origine. Dans cette optique, le terme dériverait de la racine sémitique p-l-š qui signifie « traverser » ou « envahir ».

## Les premiers temps philistins (v.1200-980av. J.-C.)
Plusieurs éléments généraux semblent établis quant aux origines des Philistins :
- ils font partie d'un groupe de « Peuples de la mer », tels que désignés dans un texte égyptien, arrivant sur les rivages d’Égypte et du Levant au début du XIIe siècle av. J.-C. ;
- ils sont organisés autour de personnes originaires du monde égéen et/ou d'Asie mineure ;
- ils s'implantent sur le littoral méridional de Canaan, où leurs chefs prennent le contrôle de plusieurs cités, ce qui inaugure un processus de mélange avec les populations autochtones et aboutit à la culture philistine de l'âge du fer.

Pour ce qui est du détail, en revanche, bien des incertitudes demeurent. Cela s'explique notamment par le fait que ces évolutions s'inscrivent dans le contexte des bouleversements affectant le Proche-Orient au moment de la transition entre l'âge du bronze récent et l'âge du fer, autour de 1200-1150 av. J.-C. et aux débuts de l'âge du fer I (abrégé en Fer I, qui va environ de 811-783 av. J.-C.). Ils sont, quoi qu'il en soit, perceptibles dans la culture matérielle du futur pays philistin. C'est durant cette période que la domination égyptienne qui durait depuis trois siècles environ s'effondre à Canaan, et laisse place à plusieurs entités ethniques : Phéniciens au Liban, Israélites dans les hautes terres de Cisjordanie, et donc Philistins sur la côte méridionale, en plus de cités cananéennes semblant rester un temps indépendantes malgré la progression territoriale des précédents. La civilisation philistine se forme à Canaan au cours de ces années, avec l'arrivée de populations depuis diverses régions de la Méditerranée, qui se mêlent progressivement avec les populations locales.

### Pelesetet Peuples de la mer

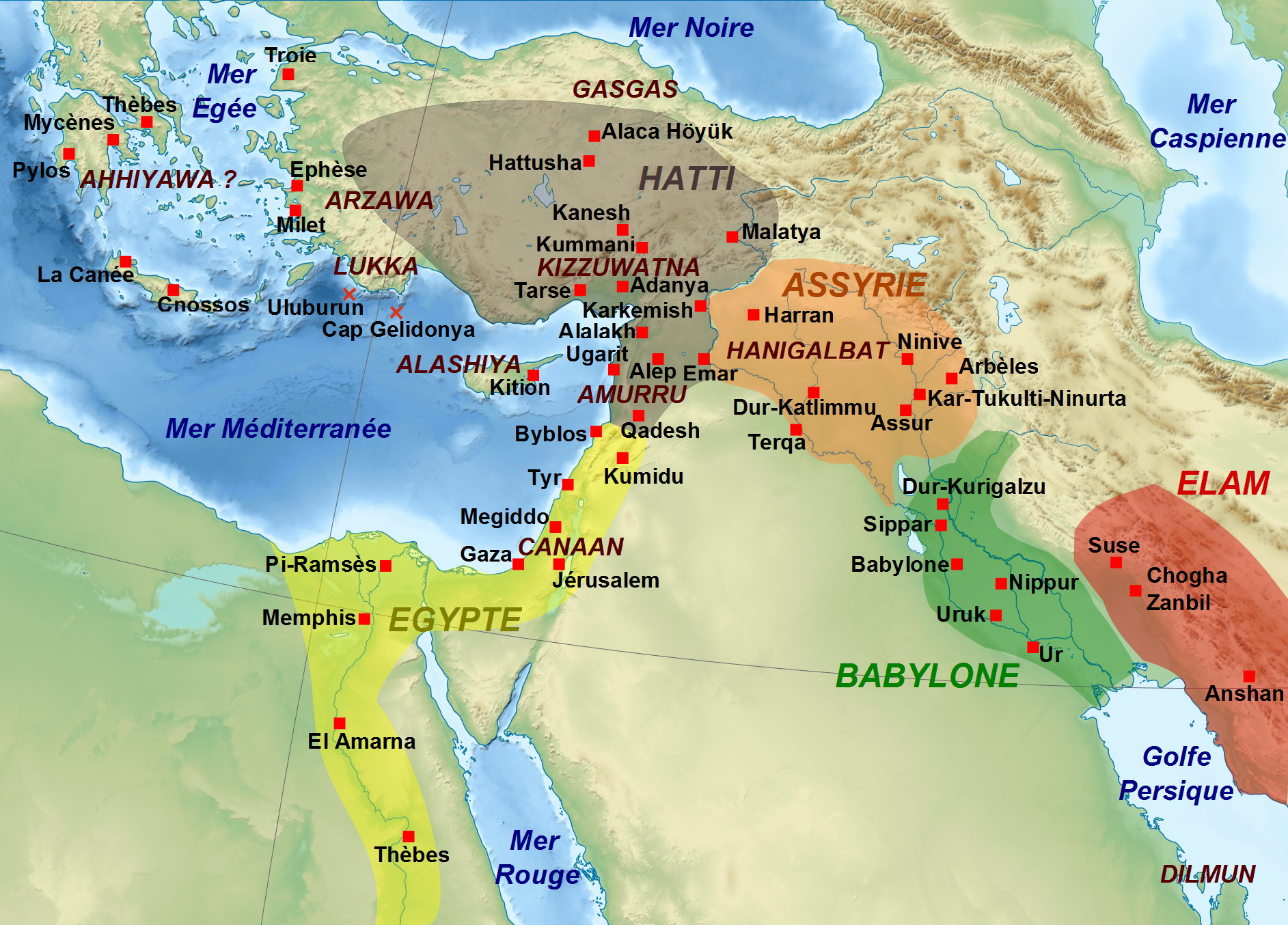
Situation politique du Moyen-Orient aux

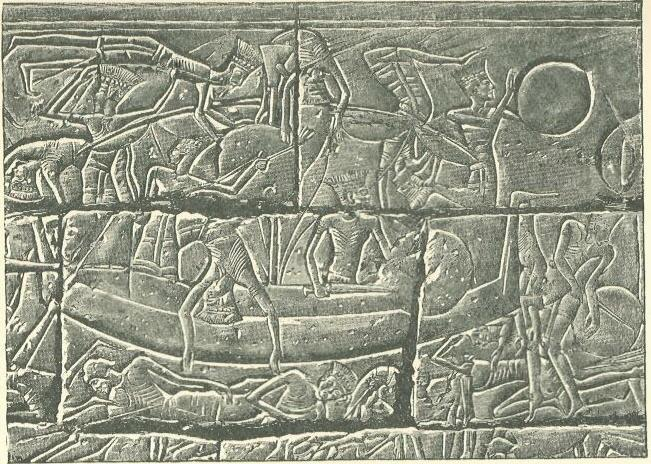
Bateau de guerre des Peuples de la mer, bas-relief du temple de Médinet Habou.

La première mention des Philistins apparaît sous le nom de Peleset, dans une inscription du temple de Medinet Habou, où Ramsès III (v. 1186 av. J.-C. à 1186 av. J.-C. à 1155 av. J.-C.) célèbre une victoire maritime et terrestre, remportée dans sa huitième année de règne sur un groupe assaillant le territoire égyptien, que les historiens nomment « Peuples de la mer » (à partir d'une formulation égyptienne qui signifie littéralement « Gens des pays étrangers de la Mer »), parce qu'ils arriveraient depuis des îles lointaines, même si certains semblent venir par la terre. L'inscription du deuxième pylône du temple indique :

« Les pays étrangers firent une conspiration dans leurs îles. Tous les pays furent sur le champ frappés et dispersés dans la mêlée. Aucun pays n'avait pu se maintenir devant leurs bras, depuis le Hatti, Karkemish, Arzawa et Alashiya. Ils ont établi leur camp en un lieu unique, le pays d'Amurru. […] L'ensemble (de ces peuples) comprenait les Peleset, les Tjeker, les Shekelesh, les Denyen et les Weshesh. Tous ces pays étaient unis, leurs mains (étaient) sur les pays jusqu'au cercle de la terre, leurs cœurs étaient confiants et assurés : « Nos desseins réussiront ! » »

— Inscription de Ramsès III à Médinet Habou.
La mention des « Peleset » (ou « Poulasti » ; Pršt(w), dans la version égyptienne d'origine, non vocalisée) est généralement reconnue comme la plus ancienne attestation des Philistins. Ces attaques ont un précédent dans une inscription du règne du pharaon Mérenptah (v. 1213 av. J.-C.-1203 av. J.-C.), attaqué par une autre coalition réunissant certains des futurs « Peuples de la mer », mais pas les Peleset. Des textes provenant d'Ougarit, datés en gros de la même période, mentionnent également des attaques menées par des ennemis embarqués sur des bateaux. Et dans ces mêmes années, plusieurs ports du Levant, dont Ougarit, sont détruits ou subissent des attaques. De ce fait, les « Peuples de la mer » ont pu être interprétés, suivant le modèle ancien des « invasions barbares », comme une vague de conquérants déferlant sur l'Égypte, vaincue par Ramsès III qui les aurait ensuite installés ou laissés s'installer au sud du Levant, alors dominé par les Égyptiens. D'autres nuancent les propos du Pharaon, vus en grande part comme de la propagande royale, qui aurait exagéré les assauts subis et donc sa victoire. De même, les causes des mouvements de ces populations sont obscures : sont-elles surtout motivées par la rapine et attirées par les richesses de l’Égypte et du Levant, ou bien cherchent-elles une nouvelle terre où vivre après une crise les ayant poussés à fuir leur(s) région(s) d'origine ? Il apparaît néanmoins difficilement contestable que de nouvelles populations caractérisées par une culture matérielle présentant des affinités avec le monde égéen, derrière lesquelles il faut manifestement voir les Peleset et d'autres Peuples de la mer, s'installent à la même période au Levant méridional, dans la future Philistie, le tout, dans un contexte de bouleversements qui affectent à peu près toutes les régions de la Méditerranée orientale et du Proche-Orient.

### Origines

#### Géographiques

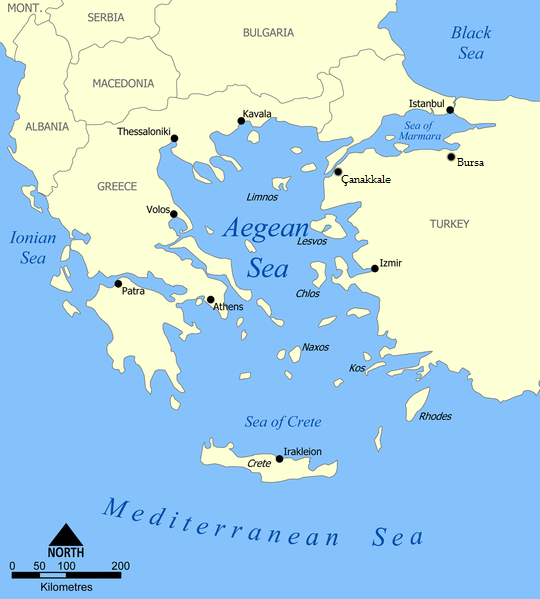
Carte de la région égéenne.

L'origine des Philistins et des autres Peuples de la mer est traditionnellement plutôt recherchée du côté de la mer Égée, surtout la Grèce continentale et la Crète, mais d'autres fois l'Anatolie orientale, ou encore à Chypre. Par le passé, il a pu être proposé qu'ils viennent d'Illyrie, sur l'Adriatique , et soient passés par les Balkans, puis l’Égée avant d'arriver au Proche-Orient, parce que les sources classiques mentionnent dans cette région (et dans plusieurs endroits du monde égéen) un peuple appelé « Pélasges » dont le nom a rappelé à certains celui des Philistins, et qu'ils situaient dans cette région.
Les arguments pour une origine égéenne reposent en premier lieu sur des sources écrites. L'inscription du site de Médinet Habou fait venir les Peuples de la mer, dont font partie les Peleset/Philistins, depuis des « îles situées au milieu de la Mer », interprétées comme la Crète et/ou des îles de la mer Égée, tandis que le Livre d'Amos, qui fait partie de la Bible, situe l'origine des Philistins dans un pays appelé « Caphtor », terme qui semble désigner les mêmes régions. 
Du point de vue matériel, la période de fin de la domination égyptienne à Canaan, coïncidant avec l'attaque des Peuples de la mer, s'accompagne de l'apparition sur plusieurs sites (Tell Miqné/Éqron, Ashdod, Ashkelon, etc.) d'une poterie aux accents égéens et chypriotes très prononcés, inspirée de celle de la période de la civilisation mycénienne finale (« helladique récent IIIC » dans la terminologie savante, consécutive à l'effondrement des palais mycéniens), mais fabriquée localement. Cette poterie est définie comme « philistine », car on la relie traditionnellement à l'arrivée des Philistins et d'autres Peuples de la mer, qui sont mentionnés dans les sources écrites des périodes suivantes comme occupant les sites de la région.
La vision actuelle est moins tranchée : une origine géographique précise ne peut être attribuée à la culture matérielle de la période, qui se présente plus comme un amalgame marqué par des traditions différentes dont les modèles peuvent être localisés en Grèce continentale (mycéniennes), en Crète (minoennes), à Chypre et aussi en Anatolie littorale (en plus d'éléments locaux cananéens). Les chefs philistins sont nommés seren dans la Bible, ce qui pourrait transcrire le terme tarwanis, « général », de la langue louvite parlée en Anatolie orientale (également apparenté au mot grec tyrannos / τύραννος, qui a donné « tyran »). Peut-être s'agissait-il de groupes formés sur le modèle des sociétés de pirates de l'époque moderne, mêlant des personnes venues de divers horizons. En tout état de cause, si la langue de ces premiers « Philistins » était bien indo-européenne, l'idée répandue par le passé selon laquelle c'était une langue similaire au grec mycénien n'est plus soutenue.

#### Génétique
Les premières études génétiques versées au dossier tendent à confirmer quoi qu'il en soit la vague origine géographique admise au regard des textes et de la culture matérielle. En 2016, une expédition internationale dans l'ancienne ville portuaire méditerranéenne d'Ashkelon mène à la découverte des premières sépultures philistines et permet d'envisager des études génétiques sur les ossements découverts. 
Des analyses génétiques publiées en 2019 d'ossements exhumés sur le site, datant des âges du bronze (environ 1650-1200 av. J.-C.) et du fer (Xe - IXe siècle av. J.-C.), semblent confirmer les suppositions des historiens concernant l'origine des Philistins. Les scientifiques ont découvert que les Philistins, qui étaient présents à l'âge du fer, avaient une partie de leur génome qui n'existait pas chez les peuples qui vivaient auparavant à l'âge du bronze dans la région. Selon Michal Feldman, chercheur à l’Institut Max Planck, « cette partie du génome semble être dérivée du génome européen ». La population philistine du début de l’âge du fer était distincte par sa forte affinité génétique avec les populations d’origine sud européenne (Grèce, Crète, Sardaigne et péninsule Ibérique) et par la forte variation de cette affinité, ce qui suggère qu’un flux de gènes provenant d'un patrimoine génétique lié à l'Europe est entré à Ashkelon à la fin de l'âge du bronze ou au début de l'âge du fer,. Cette empreinte génétique européenne n'étant plus détectable dans la population ultérieure de l'âge du fer, cela indique qu'elle a été « diluée » dans la population locale liée au Levantin ou que les Philistins ont connu un épisode migratoire ; leurs gènes n'ont donc eu qu'un impact limité sur la structure démographique à long terme des habitants d'Ashkelon.

### Implantation et formation de la culture philistine
Selon ce qui est généralement admis, des groupes issus des Peuples de la mer dont les Philistins se sont installés à Canaan durant la période finale du Bronze récent. On considère qu'en plus d'avoir été des guerriers, ils ont constitué une véritable population migrante, puisque des femmes et des enfants sont représentés sur les bas-reliefs égyptiens accompagnant l'inscription du site de Médinet Habou. On débat pour savoir dans quelles conditions cette installation s'est faite : pour certains, les Peuples de la mer défaits par Ramsès III auraient été installés de force par ce dernier à Canaan (qu'il dominait encore), d'autres en revanche en font de véritables conquérants. Le débat est alors de savoir s'ils ont évincé les Égyptiens, ou bien leur ont succédé après leur retrait. La chronologie de l'implantation des Philistins à Canaan est débattue, les positions allant d'une chronologie haute qui situe les faits autour de 1200 av. J.-C., aujourd'hui largement rejetée, à une chronologie moyenne (dominante) qui les place autour de 1175, et une chronologie basse les situant jusqu'à 1140/1130,. De plus, certains estiment qu'il faudrait envisager plusieurs vagues migratoires étalées sur plusieurs décennies voire un siècle.
Sur le terrain, les traces de destruction ou d'abandon sont présentes, mais elles se font suivant diverses modalités, au point que le processus à l’œuvre est débattu. Deux exemples marquants sont la fin du niveau VIIA à Megiddo qui voit une destruction de la ville, ensuite réoccupée de façon plus modeste, et la fin du niveau VI à Lakish, également violente. Selon l'archéologue David Ussishkin, elles auraient été détruites par les Philistins, venus en nombre s'implanter dans la région après le retrait des Égyptiens. Mais les cas de destruction généralisée d'un site comme Lakish (incendié) sont minoritaires. Ce sont avant tout les centres de pouvoirs visés par les destructions (notamment les implantations égyptiennes), et cela peut aussi bien s'expliquer par des raids venus de l'extérieur que par des conflits locaux, en particulier dans la partie nord de Canaan où semblent se dérouler des guerres intestines. Du reste, toutes ces destructions ne semblent pas se produire à la même époque et donnent l'image d'une crise étalée dans le temps ou de deux cycles de crise. Pour les futures cités philistins de la côte méridionale, se repère surtout un phénomène de transition sans destruction durant la toute fin de l'âge du bronze. Il a pu être proposé d'expliquer cela par le fait que les habitants cananéens aient fui devant l'arrivée des Peuples de la mer, qui auraient alors pris leur place sans détruire les sites puisqu'ils recherchaient un lieu où s'installer et non pas à piller. D'autres en revanche considèrent que les destructions et abandons n'ont pas une origine violente, et que l'émergence de la culture philistine relève plutôt d'un phénomène d'intrusion pacifique.
Pour beaucoup, il n'y a guère qu'un groupe limité en nombre qui s'installe à Canaan pour devenir une élite « philistine » qui domine les populations locales qui restent très largement majoritaires, puis progressivement les deux populations se mêlent. D'autres envisagent une force d'invasion plus nombreuse, 25 000 à 50 000 personnes. A. Killebrew considère qu'il y a eu une véritable « colonisation » à grande échelle de groupes de populations, selon elle venus de Chypre et des régions voisines (Cilicie). Elle passerait d'abord par des arrivées en petit nombre, précédant le début d'une véritable vague de colonisation durant un bon siècle, avec ensuite la formation d'une nouvelle culture, par créolisation puis acculturation avec les populations locales cananéennes, donnant naissance aux Philistins connus par les sources bibliques et la culture matérielle de l'âge du fer II. Les modèles plus récents sont plus complexes. A. Maeir (en) admet un volet brutal à l'arrivée des nouvelles populations, donc une véritable « invasion » par endroits, mais pas seulement. S'il y a des traces de destructions à la fin du Bronze récent sur certains sites, à d'autres endroits en revanche, on serait plutôt en présence d'une infiltration pacifique précédant le phénomène d'acculturation et d'hybridation avec la population locale. Avec A. Yasur-Landau, Maeir reprend l'idée de plusieurs vagues migratoires (des pionniers précédant un plus grand nombre de migrants), mais au total, pas plus de quelques milliers d'individus. Dans ce type de scénario, des chefs charismatiques auraient uni des sortes de bandes de pirates formées, peut-être par étapes, dans les régions occidentales, qui élaborent la culture matérielle amalgamant plusieurs éléments des diverses régions d'où ils viennent et qu'ils traversent, qui se retrouve finalement à Canaan quand ils y arrivent. Là, se constitue une culture « emmêlée » (entangled), à partir de ces éléments extérieurs et du substrat local, donc une nouvelle culture originale, celle que l'on désigne à la suite de la Bible comme la culture « philistine ». Il faut dans ce cas se garder d'une lecture simpliste des origines des Philistins, même à la lumière des études génétiques récentes qui prouvent la venue de populations depuis l'ouest, car selon Maeir, « ces composantes étrangères n'avaient pas une origine unique, et, ce qui n'est pas moins important, elles se sont mélangées avec les populations locales levantines à partir du début de l'âge du fer. »
De plus, pour rajouter à la complexité de la situation, les sources égyptiennes mentionnent aux côtés des Peleset/Philistins d'autres « Peuples de la Mer » qui se sont installés à Canaan. C'est en premier lieu le cas des Tjeker (Ṯkr/Skl) qui apparaissent dans plusieurs textes de l'époque de transition Bronze récent/Fer I en plus de l'inscription de Ramsès III (Onomasticon d'Aménémopé, Histoire d'Ounamon, Papyrus Harris I) et semblent s'être implantés au Levant sud, dont A. Gilboa veut voir la présence dans les niveaux contemporains des sites de Tel Dor et Megiddo. Plus au nord, en Syrie, un royaume du nom de « Palistin » est attesté aux XIe – IXe siècle av. J.-C. : il a pu être proposé, sur la base de la similitude entre les deux noms et de la présence de céramique « mycénisante » sur les sites locaux (notamment la capitale, Tell Tayinat), que ce soit une fondation de Philistins, une « Philistie du Nord » qui n'aurait pas eu la postérité de celle du sud. Mais cela est débattu, car ces éléments sont insuffisants pour arriver à une telle conclusion, d'autant plus que le nom de ce royaume est parfois écrit Walistin,,.
La période d'implantation des populations migrantes à Canaan et d'ethnogenèse des Philistins est donc marquée par une culture matérielle fortement empreinte d'éléments d'origine égéenne et autres, traduisant ces arrivées. Progressivement cependant, ces traits s'estompent, signe de la fusion des populations, même s'ils restent visibles selon certains jusqu'au VIIe siècle av. J.-C. (voir plus bas).

### Peuplement et culture matérielle

#### Architecture, sanctuaires et tombes
La plaine côtière méridionale connaît donc de profonds changements démographiques et culturels, comme tout le sud du Levant, durant le début de l'âge du fer. Cette période est divisée par les archéologues en deux phases, un âge du fer I A (v. 1150/1140-1050 av. J.-C.), et un âge du fer I B (1050-980/920 av. J.-C.), dont les datations absolues sont débattues là encore entre tenants d'une chronologie moyenne et d'une chronologie basse. En raison des différents éléments à l'origine de la culture philistine de cette période, celle-ci présente un profil très éclectique.
Sur le plan du peuplement, les prospections conduites par I. Finkelstein dans le pays philistin constituent la base des connaissances, même si elles n'ont pas donné lieu à des interprétations concordantes. Cette région est caractérisée par des villages et des gros bourgs érigés sur des tells, avec une hiérarchie peu marquée entre les sites. Le nombre de sites repérés dans la partie sud est moins élevé que durant la phase précédente, ce qui pourrait aussi bien témoigner d'un déclin démographique entraînant l'abandon de sites, que d'un mouvement de concentration du peuplement sur un nombre plus limité d'agglomérations sans qu'il n'y ait pour autant moins d'habitants. Les sites de la partie nord sont les plus importants : Tell Miqné/Éqron, Tell es-Safi/Gath, Ashdod, et leurs alentours. La première est une ville fortifiée d'environ 20 hectares ; les autres sites sont moins importants et les fortifications ne sont pas clairement attestées, il semble que des constructions défensives des phases précédentes soient réutilisées.

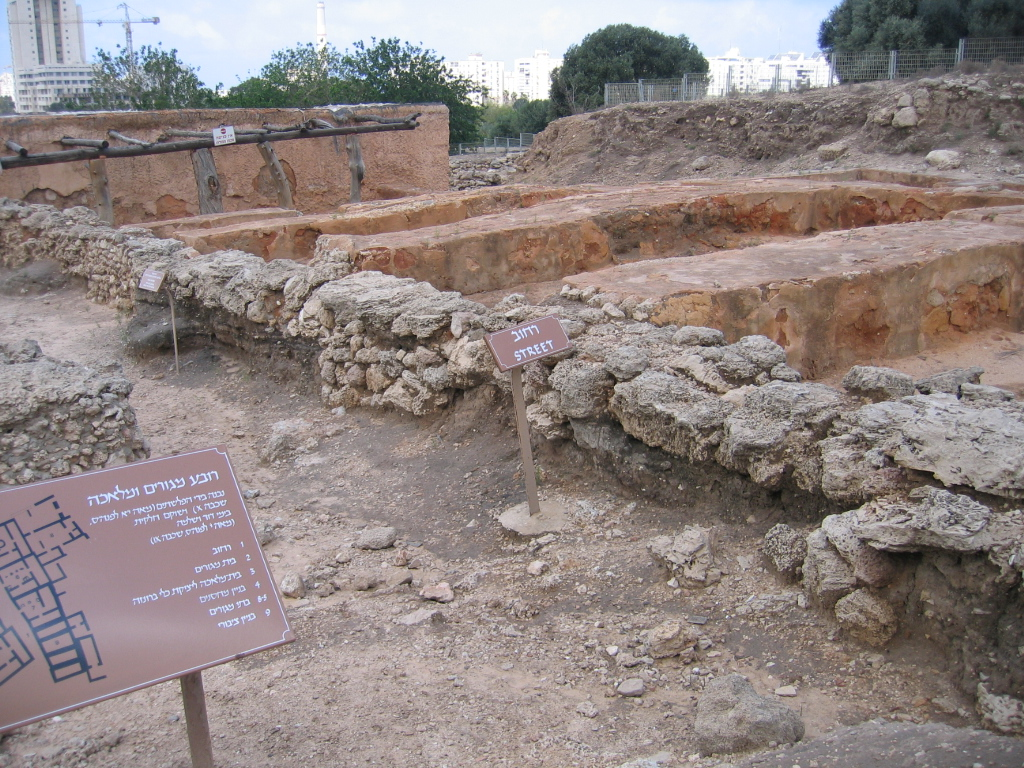
Quartier industriel et résidentiel de Tel Qasile,

À l'intérieur de ces sites, l'habitat semble dense, planifié, s'affranchissant souvent du tracé des constructions des périodes précédentes. L'architecture est de type cananéen, avec des bâtiments à cours, tandis que se remarque à Tel Qasile l'intrusion de maisons à quatre pièces originaires des hautes terres proto-israélites. Éqron a livré une architecture probablement religieuse (le « temple 350 »): une construction à une pièce au départ, qui se complexifie par la suite pour former un véritable complexe, avec une entrée in antis (les murs latéraux dépassent le mur de la façade vers l'extérieur), un grand hall à colonnes, ouvrant sur des chambres disposant d'autels ou banquettes. L'édifice est parfois désigné comme un « mégaron », certains éléments rappelant l'architecture helladique. À Tel Qasile, un édifice cultuel connaît une évolution similaire, formant un ensemble organisé autour de deux temples, aux caractéristiques architecturales cananéennes, avec un matériel archéologique témoignant d'héritages divers (étendards cylindriques, masques et naoi cananéens-égyptiens, kernoi chypriotes, coupes en forme de tête de lion de type syro-anatolien). On repère aussi une possible fonction cultuelle (ou plus largement rituelle) dans d'autres édifices à colonnes avec foyers, aussi dans des contextes domestiques. Se repère à plusieurs endroits la présence de bassins en pierre ou terre cuite. Ces éléments ont des parallèles à Chypre voire dans le monde égéen,. La documentation considérée comme rituelle de la période comprend aussi des figurines présentant des influences égéennes, en forme de « psi », rappelant celles de la phase mycénienne finale, et des figurines bovines. Elles se raréfient avec le temps.
Les pratiques funéraires du Fer I, peu documentées sur les sites les plus importants, se poursuivent suivant les tendances du Bronze récent : il s'agit surtout de tombes individuelles à ciste (délimitées par des briques ou des pierres), parfois des inhumations dans des jarres, aussi des crémations. À Tell el-Farah sud, cinq tombes voisines ont été creusées dans la roche, desservies par un long corridor (dromos), suivant une configuration qui rappelle les traditions chypriotes voire égéennes. Des restes de sarcophages anthropomorphes et de la poterie bichrome philistine y ont été mis au jour.

#### Culture matérielle
La culture matérielle des premiers temps philistins est caractérisée avant tout par sa poterie dite « philistine » :
- la forme la plus ancienne, « philistine I », datée approximativement de la période 1250-1150 av. J.-C. est une production locale considérée comme une imitation de la poterie mycénienne tardive (en particulier celle de l'Helladique récent IIIC), qui a des parallèles dans le monde égéen, l'Anatolie côtière et Chypre, aussi bien au regard des formes que du décor peint (monochrome), surtout géométrique et linéaire, parfois des personnages et scènes. Les mêmes niveaux ont livré en quantités aussi importantes de la céramique de type égéen non peinte, et de type cananéen ;
- dans le courant de la seconde moitié du XIIe siècle av. J.-C., apparaît la poterie « philistine II », reprenant des formes de type égéen, mais avec une évolution dans le décor, cette fois-ci bichrome (rouge et noir en général, sur engobe blanc épais) représentant des formes linéaires, géométriques, végétales, animales (notamment des oiseaux à la tête tournée vers l'arrière), témoignant d'inspirations égéennes mais aussi levantines, chypriotes, égyptiennes ;
- la poterie « philistine III » qui se développe environ un siècle plus tard est souvent vue comme une forme « dégénérée » des précédentes, les formes changeant beaucoup, le décor étant simple, monochrome, et de nombreux aspects du répertoire levantin sont intégrés ;
- cette tendance s'affirme par la suite, après une phase de céramique philistine dite « tardive » qui apparaît au Xe siècle av. J.-C., mêlant des héritages « philistins » plus anciens à d'autres influences, en premier lieu phéniciennes ; la majorité des céramiques des régions philistines est sans décor, et de formes très similaires à celles du reste du Levant sud, dont elles représentent des variations locales[49].

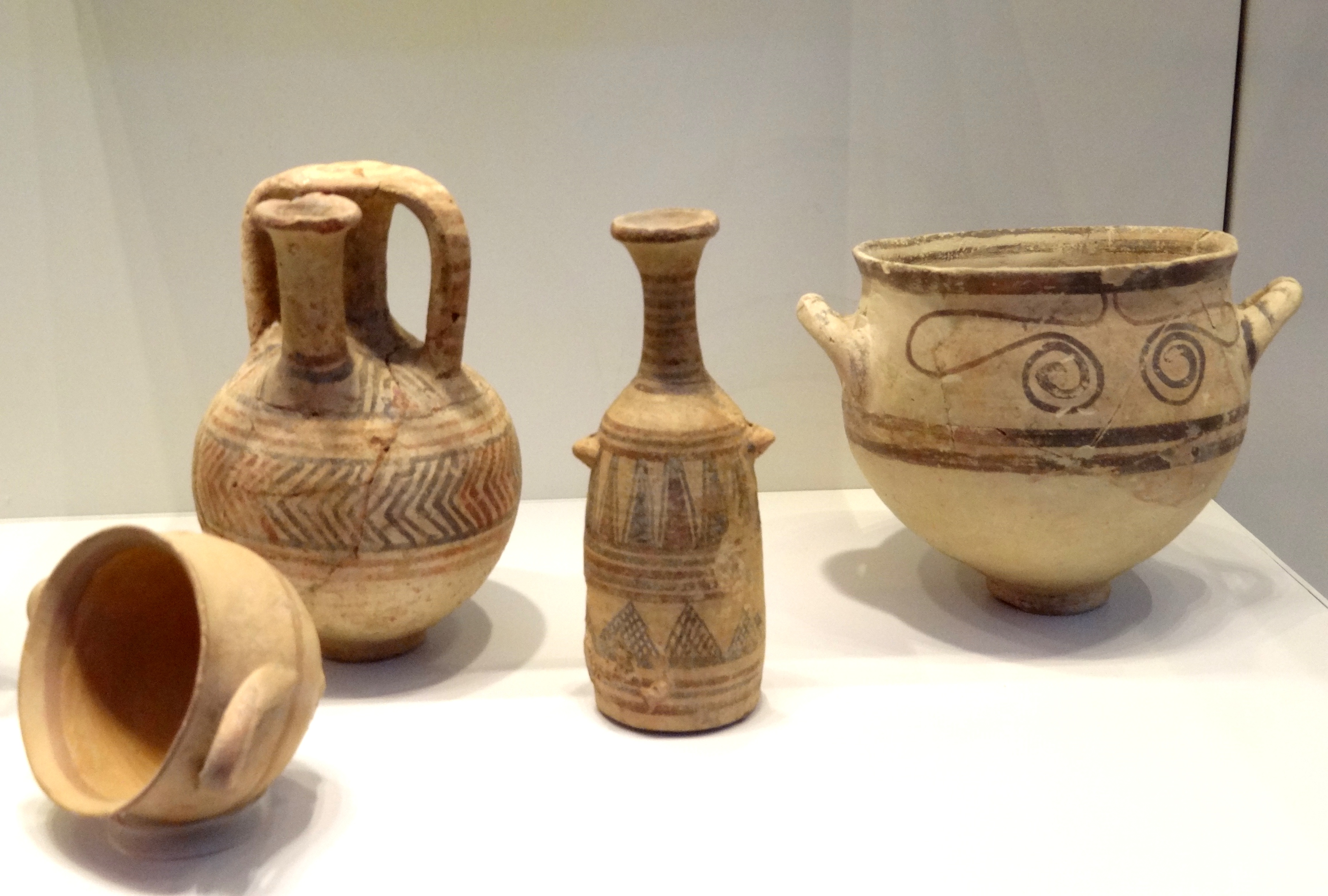
Poterie peinte monochrome de type « philistine I », XIIe siècle av. J.-C. Musée d'Israël.
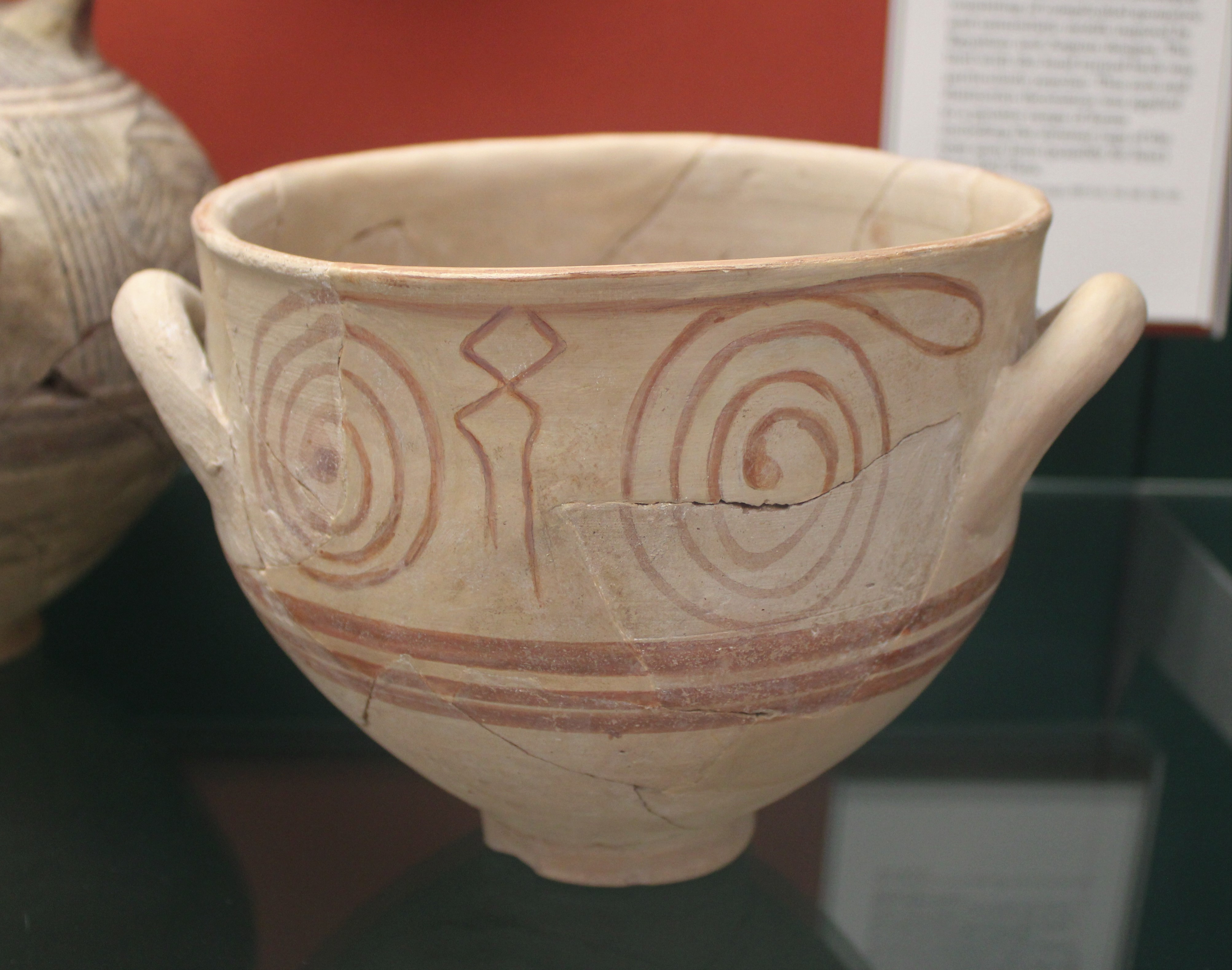
Poterie peinte monochrome de type « philistine I », XIIe siècle av. J.-C., Tell el-Farah sud. British Museum (Grande-Bretagne).
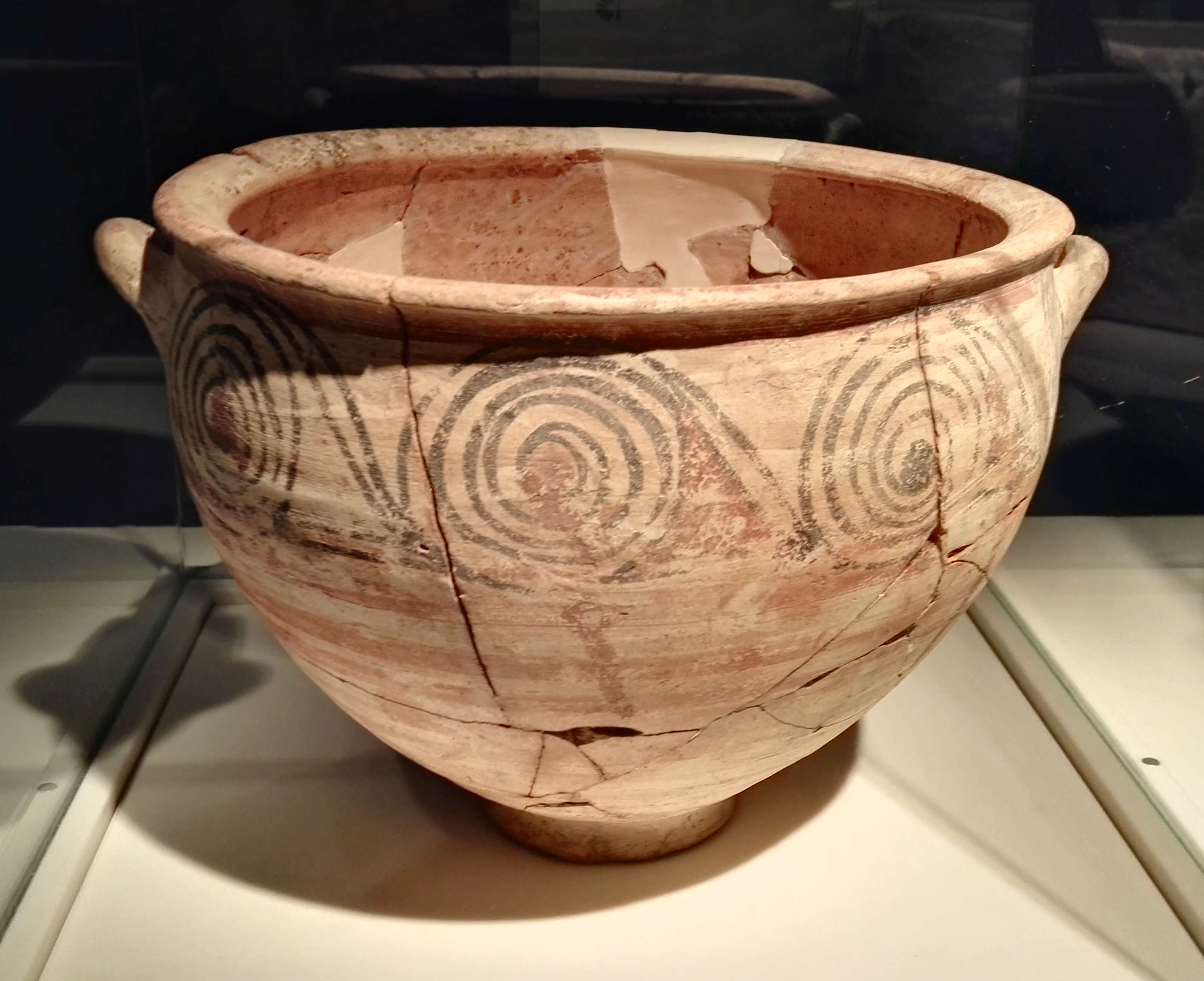
Cratère de type « philistine II » provenant de Ekron, XIe siècle av. J.-C. Musée de la culture philistine (Israël).
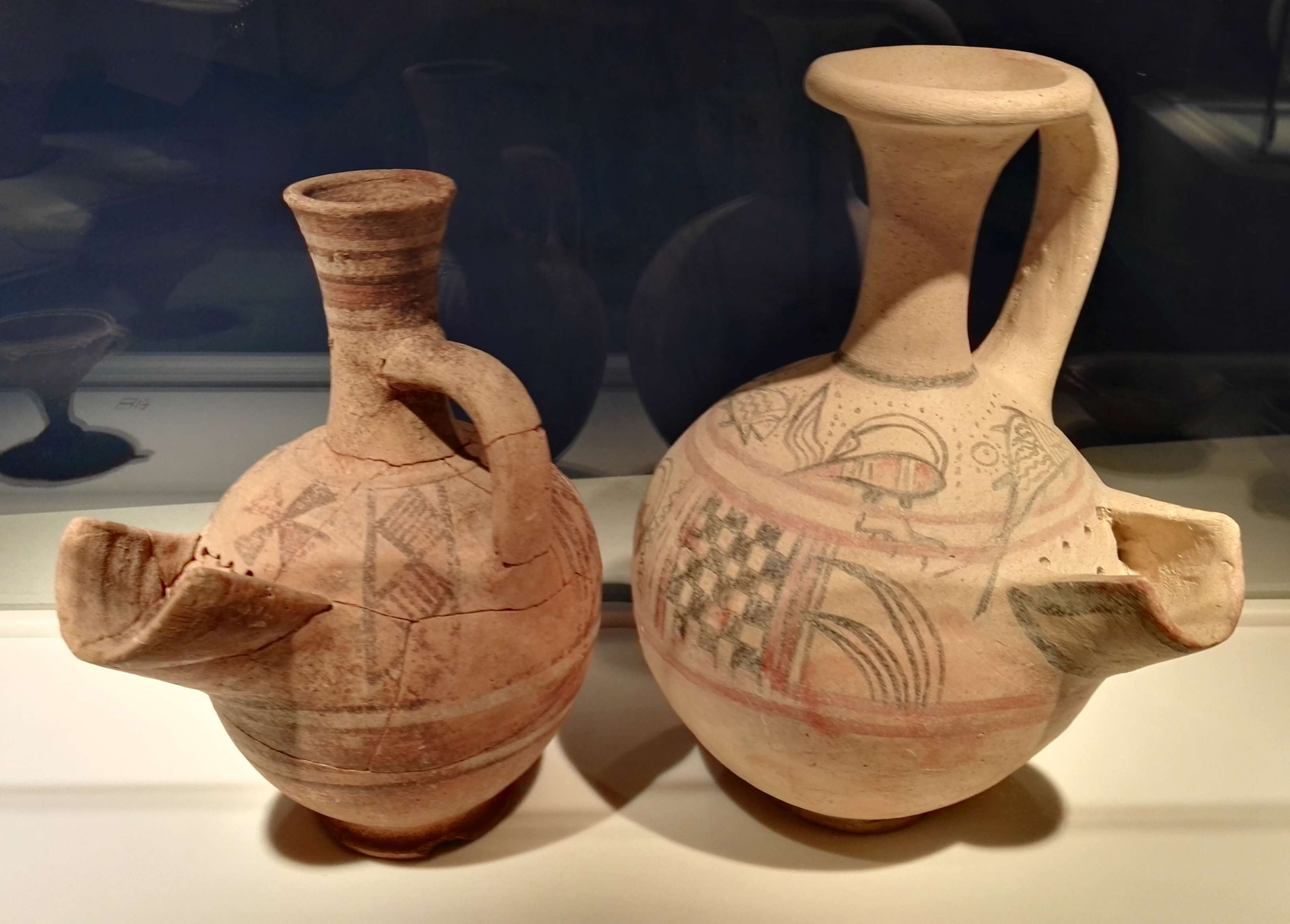
Poteries peintes bichromes de type « philistine II », avec motifs géométriques et animaux. Musée de la culture philistine.

Les études concernant cette période se sont aussi intéressées aux pratiques culinaires, là encore pour y déceler des influences extérieures. Les préférences en matière d'aliments évoluent (porc, chien, nouvelles plantes), également les méthodes de cuisson avec une nouvelle céramique culinaire, et divers types de foyers (ronds, à galets, plâtrés en forme de trou de serrure) auxquels on attribue des origines mycéniennes ou chypriotes.

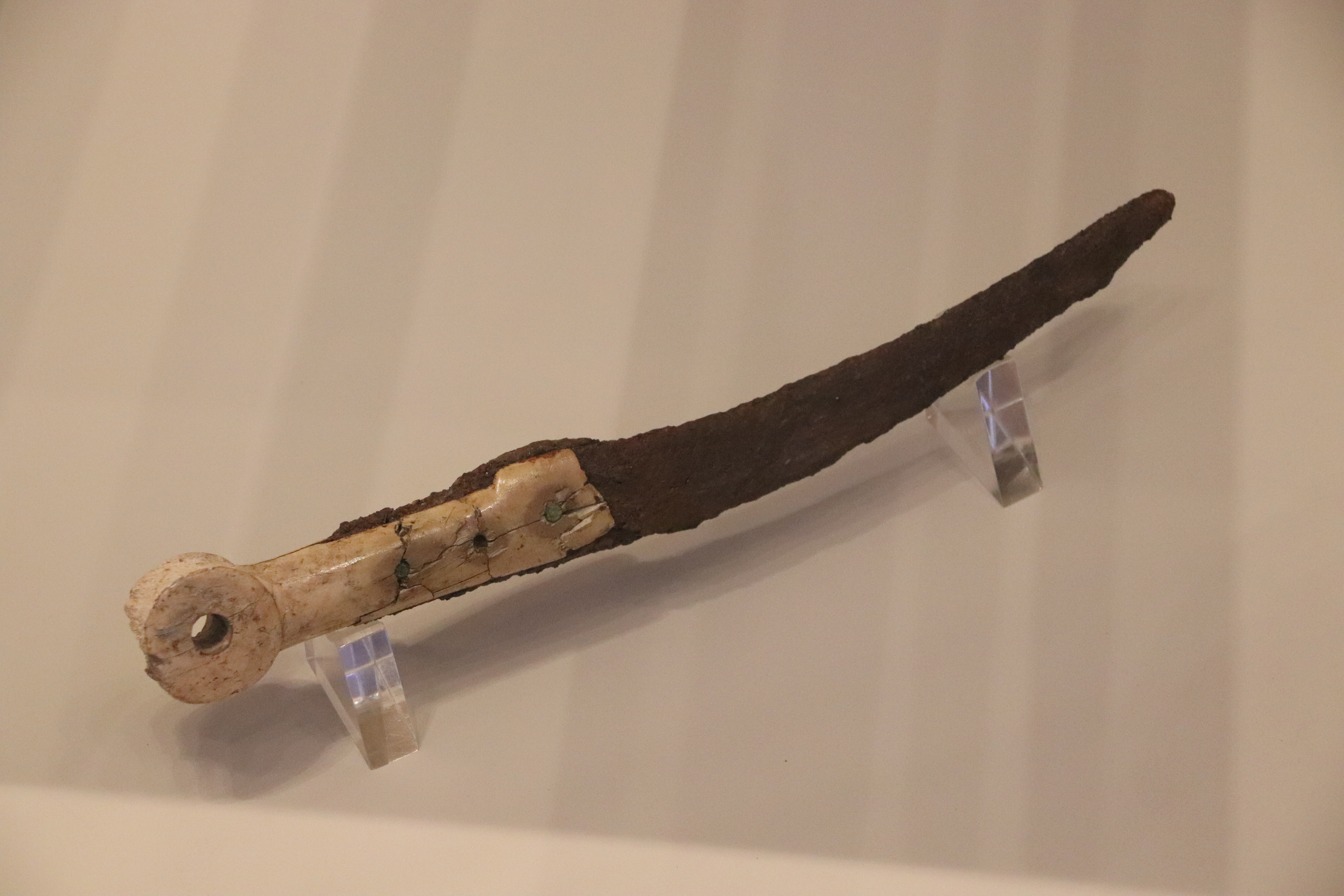
Dague en fer avec manche en ivoire sculpté. Ekron, Musée d'Israël.

L'aspect « emmêlé » de la culture du premier âge du fer philistin se retrouve encore ailleurs: la vaisselle en ivoire comprend des pièces de type égéen et cananéen ; les « sceaux-ancres » (« anchor seals », appelés ainsi parce qu'ils ont une forme de pyramide tronquée qui rappelle celle des ancres antiques) caractéristiques de la période représentent souvent un répertoire iconographique de type levantin, avec des inspirations égyptiennes ; du côté des quelques objets en métal connus pour la période, une double hache de type égéen a été mise au jour à Éqron, ainsi qu'un étendard ayant des parallèles chypriotes. 
En revanche, aucun exemplaire d'écriture égéenne n'a été retrouvé sur les sites de la période, pour laquelle les informations sur les langues et l'écriture sont extrêmement limitées.

## L'époque des cités philistines (v.980-600av. J.-C.)

### Les Philistins de l'âge du fer II
L'âge du fer II (abrégé en Fer II) du Levant méridional est divisé en trois sous-périodes, A, B et C. Selon la chronologie moyenne, la première dure d'environ 980/975 à 800 av. J.-C. Les deux autres phases constituent un second ensemble, marqué par la domination assyrienne au Levant. La phase B couvre environ le VIIIe siècle av. J.-C., et la phase C le siècle suivant, jusqu'aux destructions provoquées par les Babyloniens entre 604-586 av. J.-C..
Dès le début de la période, la culture matérielle des Philistins a perdu une grande partie de ses caractéristiques égéennes et chypriotes, pour se fondre dans l'ensemble culturel levantin. Les Philistins sont ainsi héritiers des traditions cananéennes du IIe millénaire av. J.-C., aux côtés de leurs voisins du nord, les Phéniciens, et de l'est, les Hébreux. En raison de ces évolutions, il y a des discussions sur la nature culturelle et ethnique de cette population, et plus largement sur ce qui fait un peuple antique. Ainsi pour certains, il n'y aurait plus lieu de considérer les Philistins comme tels après 1000 av. J.-C. en raison de la perte des principaux traits culturels hérités de leurs origines extérieures qui les feraient en quelque sorte « changer de nature ». Pour d'autres en revanche, les Philistins survivent bien en tant qu'entité nationale jusqu'en 600 av. J.-C., préservant certains traits de leur identité, mais en les adaptant aux évolutions culturelles et politiques, sans avoir été à proprement parler assimilés par les autres groupes voisins. Certains ont avancé que de nouvelles vagues de migrations depuis les régions égéennes aient eu lieu durant le fer II, ou bien la venue de mercenaires de la Grèce archaïque, qui auraient constitué un nouvel apport culturel extérieur. Il est possible qu'une identité culturelle liée aux origines migratoires soit préservée un temps parmi les cités philistines. Mais la culture matérielle de la période reste trop mal connue pour que cela puisse être tiré au clair.
Ces tendances ressortent également de l'étude génétique de 2019 déjà citée, qui conclut sur des continuités ethniques. Selon celle-ci, « au bout de deux siècles ou moins, l’empreinte génétique introduite au début de l’âge du fer n’est plus détectable et semble être diluée par le pool de gènes levantin local, ce qui, selon les chercheurs, suggère un mélange intense entre populations locales et étrangères. Pourtant, il y avait une continuité dans leur appartenance ethnique. « Les Philistins sont restés Philistins », a expliqué [le directeur de l'expédition Daniel M.] Masters. « Plus tard, les gens qui s’appelaient Philistins ressemblaient beaucoup à ceux qui les entouraient. Leur appartenance ethnique n'a pas changé même si, si nous examinons leur génome, nous constatons beaucoup plus d'influence levantine qu'auparavant. » »

### Les cités philistines

Carte des sites philistins et des principales villes voisines.

La première phase de l'âge du fer II est essentiellement documentée par l'archéologie. Du côté des sources textuelles, une inscription du roi assyrien Adad-nerari III (811-783 av. J.-C.) mentionne qu'il a prélevé un tribut sur la Philistie (Palaštu) durant sa cinquième année de règne (donc tout à la fin du Fer II A). La documentation écrite la plus abondante sur les Philistins qui soit rattachable à cette période est celle présente dans la Bible hébraïque, relative à leurs relations avec les Israélites, dont l'historicité est débattue (voir plus bas). 
À tout le moins, pour ce qui concerne les Philistins seuls, on en retient une organisation en cités-États, notamment cinq villes principales, la « Pentapole » : Ashdod, Ashkelon, Éqron, Gath et Gaza,. Elles dominent chacune un territoire comprenant d'autres agglomérations, et sont dirigées par des rois portant le titre de seren (tel que transcrit en hébreu ; pl. serānîm), terme philistin apparenté au grec tyrannos (« tyran », terme désignant une autorité, qui à l'origine n'a pas le sens péjoratif qu'il a de nos jours). D'autres reconstructions proposent pour le Fer II une organisation plus centralisée.
Des cités de la Pentapole, seule Gaza n'a pas fait l'objet de fouilles ayant permis de révéler des niveaux de la période. Éqron, le site de Tell Miqné, est le mieux connu. Il connaît une destruction à la fin du Fer I (niveau IVA), et la partie basse de la ville est abandonnée, laissant la seule ville haute, l'acropole, occupée durant le Fer II A et B sur environ 4 hectares. À l'inverse, Ashdod connaît un développement au début du Fer II, couvrant de nouveaux espaces. La ville est fortifiée, et couvre environ 22 hectares. Ses fortifications semblent consolidées durant le Fer II B, mais elle est détruite à la fin du niveau VIII, manifestement par les troupes assyriennes de Sargon II. Gath, le site de Tell es-Safi, est encore plus vaste puisqu'il couvrirait autour de 50 hectares durant la phase 3A, vers la fin du IXe siècle av. J.-C. Néanmoins, ce niveau présente des traces de destruction, imputables à une campagne du royaume de Damas, et les traces d'une tranchée longue de 2 kilomètres probablement creusée par les assaillants. Durant le Fer II B, la ville n'occupe plus que 25 hectares environ. Ashkelon est moins bien connue pour cette période, les fortifications érigées au Fer I restent en usage. D'autres sites philistins ou voisins ont livré de la documentation du Fer II A et B : Tel Batash (en), Bet Shemesh, Tel Qasile, Gezer, Tell el-Hesi (en), etc. D'une manière générale, les prospections conduites en Philistie et dans la Shéphélah voisine semblent indiquer une expansion du nombre de sites habités.

### Les relations avec les Israélites
Les Philistins apparaissent à de nombreuses reprises dans la Bible hébraïque, en premier lieu le Livre de Josué, le Livre des Juges et les Livres de Samuel, secondairement les Livres des Rois. On relève en tout 422 occurrences, ce qui en fait de loin le groupe rival des Israélites le plus mentionné dans les livres bibliques.

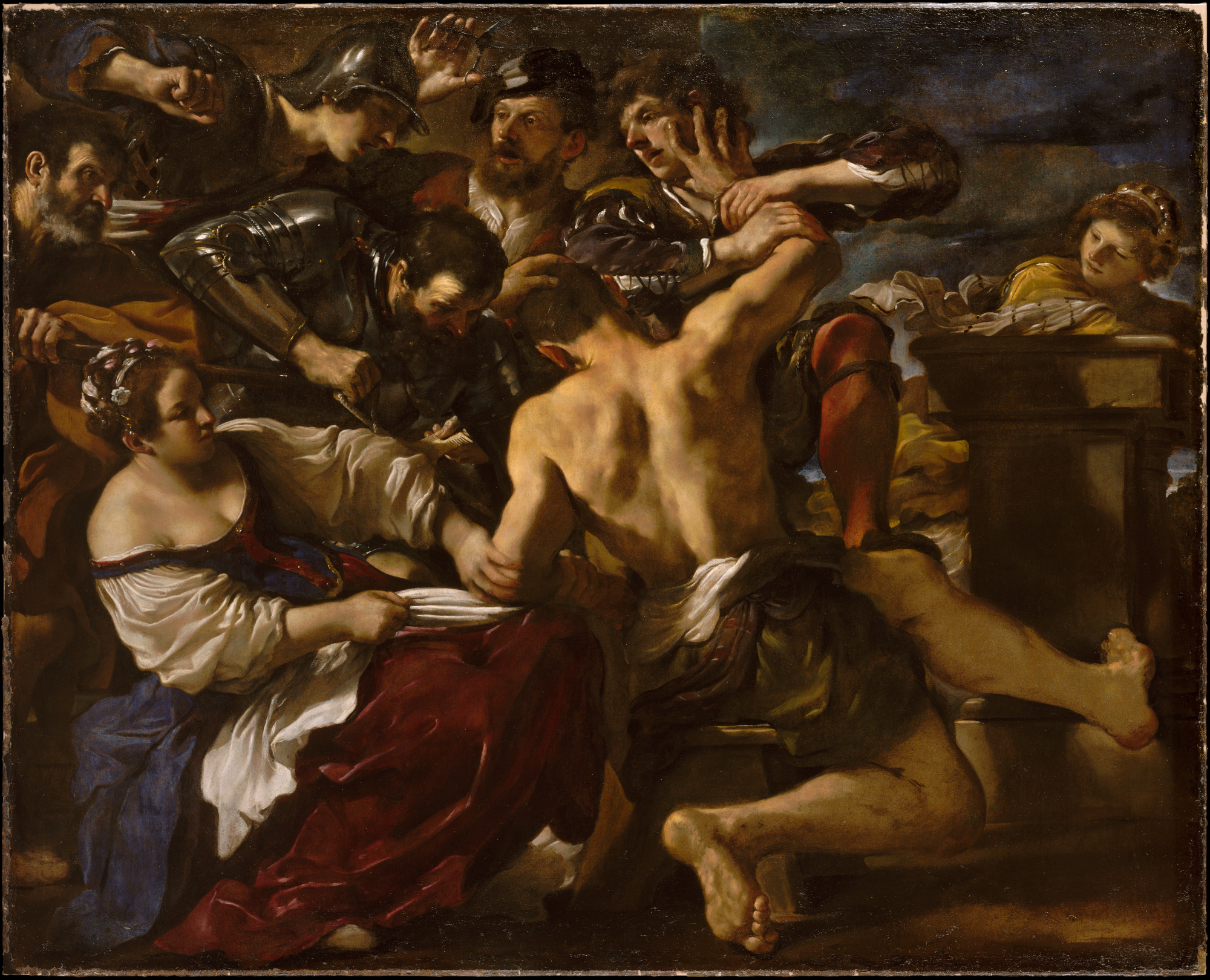
Samson capturé par les Philistins, Le Guerchin, 1619.

Les Philistins sont présentés comme les ennemis mortels des Israélites, suscitant leur mépris le plus profond, que ce soit au regard du fait qu'ils soient violents, mécréants, et non circoncis. Dès qu'ils arrivent à Canaan, ils deviennent des adversaires des Israélites, les chassent à plusieurs reprises de territoires qu'ils occupaient, avant d'aboutir à une sorte d'état de tension permanent marqué par des affrontements épisodiques. Ils sont présentés comme de redoutables guerriers, à l'image du géant Goliath de Gath que défait David, comme une menace permanente sur le plan militaire, mais aussi culturel. Cependant, des échanges ont également lieu, comme l'indiquerait l'histoire du mariage de Samson et Dalila, même si le propos biblique est justement de condamner ce type d'union exogame.

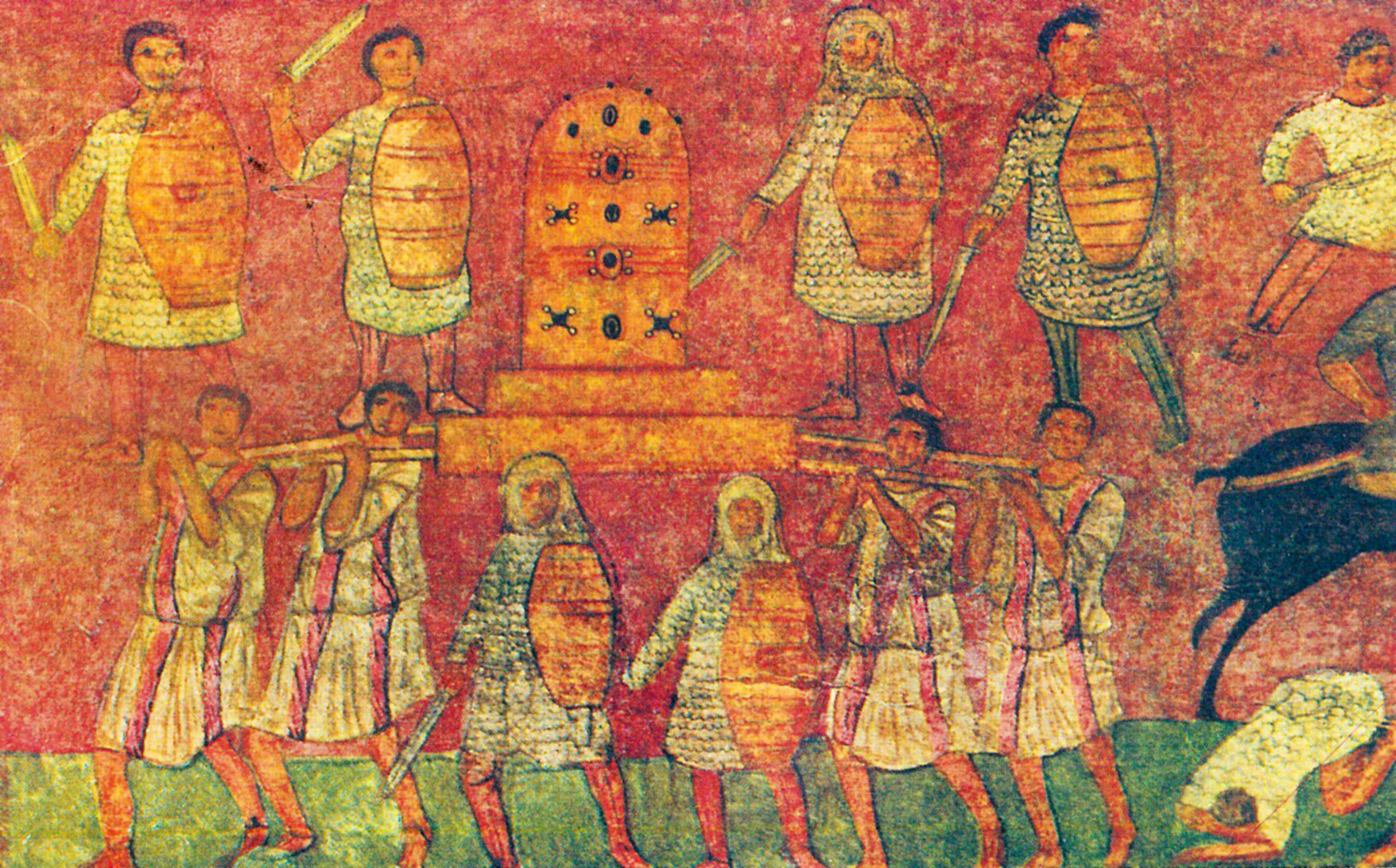
La prise de l'Arche lors de la bataille d'Eben Ezer. Fresque de la synagogue de Doura-Europos, III.

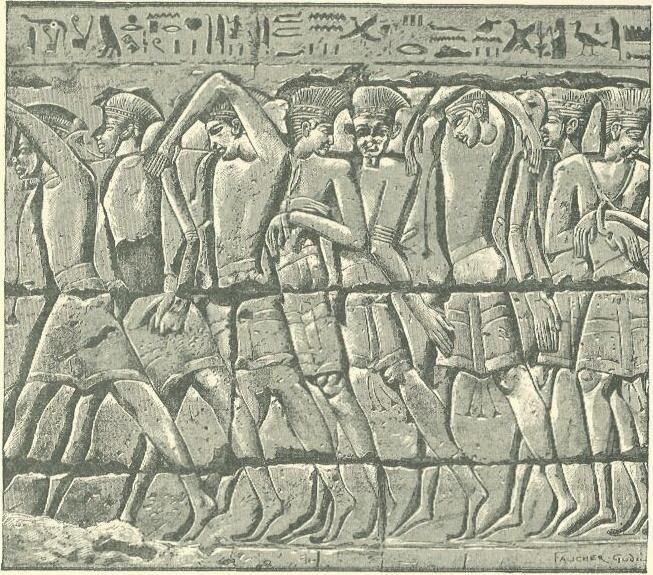
Prisonniers philistins, Médinet Habou, vers -1190.

Les mentions des Philistins dans la Torah (Genèse 21:32, 34 ; Exode 13:17, 15:14, 23:31) sont considérées comme anachroniques même chez les tenants des positions les moins sceptiques vis-à-vis de l'historicité de la Bible. En revanche, les luttes entre Israélites et Philistins relatées dans les Livres des Juges et de Samuel sont considérées par certains comme reflétant une situation ayant eu lieu lors de l'arrivée des Philistins. La première phase de combats décrite par la Bible est marquée par la supériorité militaire des Philistins, en dépit des revers que leur inflige Samson. Ils s'emparent du pays de la tribu de Juda (Juges 15:11) et remportent une victoire à Eben Ezer, capturant l'Arche d'alliance, emportée à Ashdod dans le temple de Dagon (Samuel I 4). Ils sont présentés comme des combattants redoutables, bien équipés en chariots, chevaux, disposant d'armes sophistiquées. Après cette phase initiale qui voit les Philistins conquérir des territoires jusqu'à l'ouest du Jourdain et y installer des garnisons (par exemple à Geba dans le pays de Benjamin), les Israélites remportent des victoires sous la direction de Samuel et de Saül, reprenant le terrain perdu. Mais la bataille du mont Gilboa voit la défaite cinglante des Israélites et la mort de Saül et de ses fils, permettant aux Philistins de dominer la vallée de Jezreel. Avec l'avènement du roi David, dont l'ascension a débuté par sa victoire contre le guerrier philistin Goliath, et l'époque de la monarchie unifiée, l'hégémonie philistine est renversée par Israël. Un roi égyptien, allié de Salomon, conquiert la ville philistine de Gezer qu'il offre en dot au roi d'Israël lorsque celui-ci épouse sa fille (Rois I 9:16-17). Les intrusions extérieures se répètent par la suite durant la période de la division entre royaumes d'Israël et de Juda. C'est d'abord la campagne du pharaon Sheshonq Ier, dont les troupes traversent le pays philistin et atteignent Jérusalem, capitale de Juda. Puis ce sont les expéditions du roi araméen Hazaël de Damas, qui s'empare de la ville philistine de Gath (événement également documenté par l'archéologie comme vu plus haut). Les conflits frontaliers entre les Philistins d'un côté et Israël et Juda de l'autre se poursuivent. Le roi Ozias de Juda est ainsi crédité par le second Livre des Chroniques d'une campagne victorieuse en pays philistin (26:6-7), mais son second successeur Achaz subit un raid philistin dans son royaume (28:18). C'est à cette époque que les Assyriens commencent à mettre en place leur domination au Levant sud, modifiant les rapports entre les royaumes de la région.
Comme souvent, la valeur historique de ces textes est débattue, surtout pour la première phase, correspondant selon les moins sceptiques à l'âge du fer I, donc aux XIIe – XIe siècle av. J.-C., un âge durant lequel les Philistins formeraient une sorte de confédération de cités dirigées par des chefs, avant l'apparition de véritables cités-États au début de la période suivante. Les tenants des positions sceptiques considèrent que le Livre de Josué et le Livre des Juges, rédigés postérieurement aux faits (surtout au VIe siècle av. J.-C.) et ne comportant que très peu de passages ayant une origine ancienne, ne sont pas fiables pour décrire les événements historiques de cette période. Ils contiendraient au mieux de vagues souvenirs de ces temps reculés durant lesquels le sud Levant est partagé entre des tribus dirigées par des chefs charismatiques,.
La menace philistine est couramment vue comme un catalyseur à l'origine de l'émergence de la royauté chez les Israélites, les populations des hautes terres devant s'organiser autour de chefs militaires charismatiques pour résister. Le fait que les sites des hautes terres peuplés par les Israélites au Fer I ne présentent pas de restes de porcs, tandis que cet animal est largement consommé dans les cités philistines, apparaît comme un élément de différenciation ethnique, bien connu par les interdits alimentaires bibliques. Cette distinction se retrouve également dans les céramiques (poteries philistines décorées contre poteries des hautes terres sans décor). La circoncision, évoquée par la Bible comme inexistante chez les Philistins alors qu'elle est pratiquée par les Israélites, pourrait être du même ordre. Au regard de ces éléments, A. Faust estime que « l'identité ethnique israélite existait au XIe siècle avant notre ère, dans le contexte de l'escalade du conflit avec les Philistins et l’empiètement de ces derniers de la plaine côtière vers les hautes terres. Les colons des hautes terres, qui avaient jusqu'alors une forme d'identité totémique « plus simple », développèrent une conscience ethnique en raison de la confrontation asymétrique avec des Philistins beaucoup plus forts et dominants. »
Pour l'âge du fer II A, la documentation archéologique ne permet pas de dire grand-chose sur ce sujet. On retient au moins l'idée d'une progression des Philistins en direction de la Shéphélah qui serait passée sous leur contrôle. Tenant d'une position plus sceptique au regard de l'historicité des textes bibliques, I. Finkelstein estime que les Philistins étaient loin d'avoir occupé pleinement la région côtière, et donc qu'ils n'avaient pas besoin d'entamer une conquête des hautes terres israélites ; l'initiative des affrontements pourrait alors venir des Israélites. Les conflits seraient plutôt des raids que de véritables guerres faites de batailles rangées. Il relève vers l'époque supposée de David (Xe siècle avant J.-C.) une « prolifération graduelle de poteries philistines aux décorations égéennes, sur les contreforts des hautes terres [de la Judée], et jusque dans la vallée de Jezréel, au nord, […] preuve de l'expansion progressive de l'influence philistine à travers le pays. » La destruction du site de Tel Qasile, où se trouve une culture matérielle philistine, a été attribuée par son fouilleur B. Mazar aux conquêtes de David, ce qui est contesté par ceux minimisant la taille du royaume de ce dernier. Plus récemment, Yosef Garfinkel a interprété le site de Khirbet a-Ra'i (en) dont il a dirigé les fouilles comme l'antique Ziklag, ville philistine mentionnée dans l’histoire biblique du roi David, lui servant de refuge alors qu'il est poursuivi par le roi Saül. Le site a livré des niveaux d'occupation des premières phases philistines (XIIe – XIe siècle av. J.-C.) puis une occupation du Xe siècle av. J.-C. qui témoignerait de la prise de contrôle par David. A. Maeir a critiqué cette interprétation, estimant que la ville en question devait être localisée plus au sud.

### La domination assyrienne

Carte des différentes phases d'expansion de l'Empire néo-assyrien.

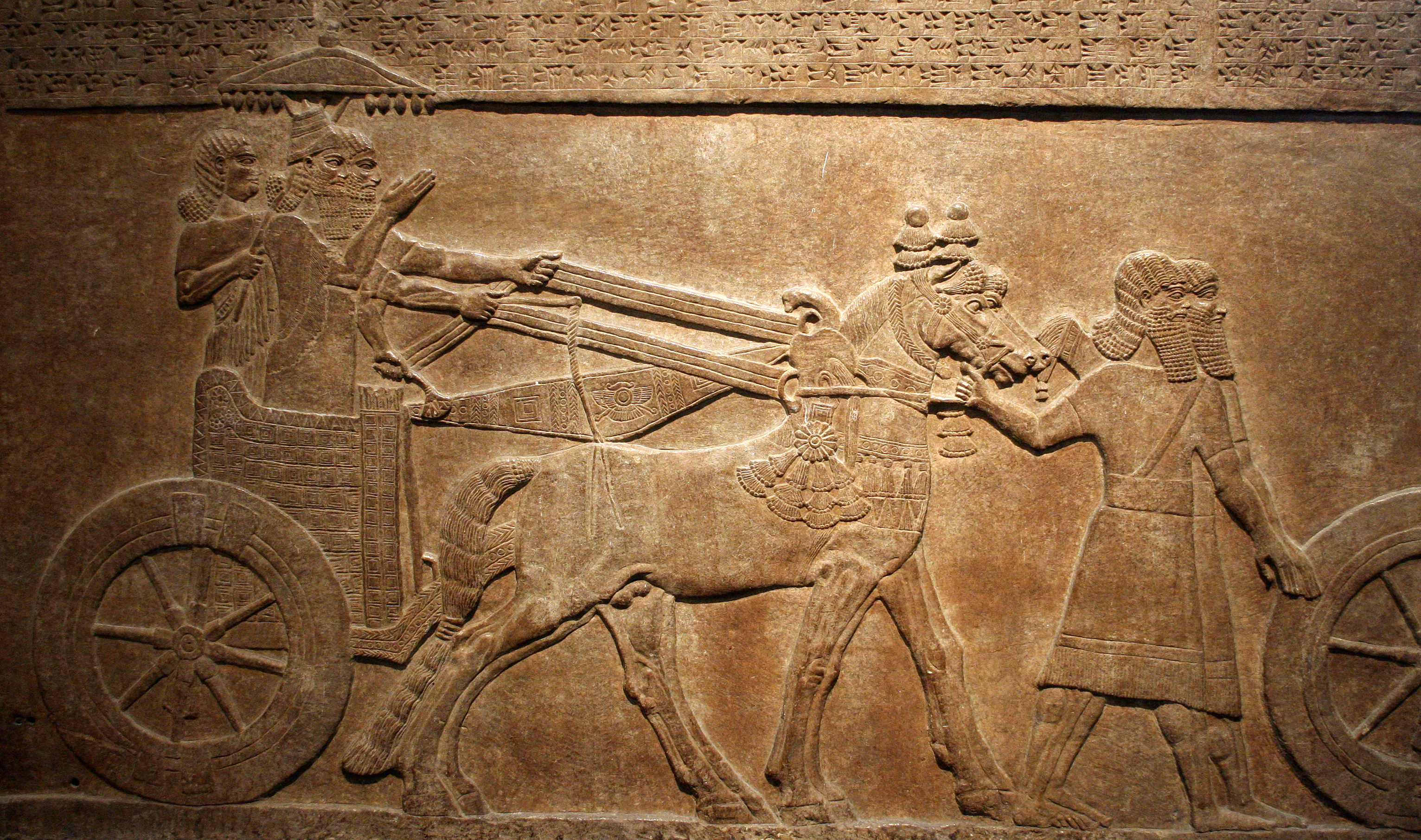
Tiglath-Phalazar III sur son char, observant la prise de la ville d'Astartu (Astaroth ?). Bas-relief provenant de son palais à Nimrud, fin du, British Museum.

Les cités philistines ont dominé le sud de la bande côtière au IXe siècle av. J.-C. et dans la première moitié du VIIIe siècle av. J.-C., malgré la progression du royaume d'Israël, et aussi les campagnes lancées par l'Araméen Hazaël de Damas (fin du IXe siècle av. J.-C.), qui atteint Gath. L’irruption de l'Assyrie à compter du règne de l'Assyrien Tiglath-Phalazar III (745-727 av. J.-C.) change totalement la donne, les anciens rivaux (Philistins, Araméens, Israël, Juda et les royaumes de Transjordanie) étant désormais souvent alliés pour faire face à la puissance dominatrice. L'empire mésopotamien avait alors placé sous sa coupe la Syrie, et s'étend dans la foulée vers le Levant méridional. En 734, les troupes assyriennes s'emparent de Gaza, dont le roi Hanno choisit de se soumettre, en même temps que son homologue d'Ashkelon, Mitinti. Les deux villes deviennent alors des tributaires de l'Assyrie. Hanno de Gaza participe cependant à la révolte contre l'Assyrie, alors dirigée par Sargon II, qui embrase le Levant méridional, et subit les représailles en 720 : il est exilé et la cité paye à nouveau un tribut. En 713 Sargon dépose à son tour Azuri d'Ashdod qui lui était hostile, et le remplace par son frère Ahimiti. Ce dernier est ensuite renversé par un certain Yamani (un Grec ?), qui s'allie avec d'autres cités philistines, et aussi Juda, Édom et Moab. Les troupes assyriennes matent les insurgés, s'emparent d'Ashdod et de Gath. Dans ces mêmes années, Éqron est passée sous la domination assyrienne, dans des conditions qui nous échappent. Gath disparaît de la documentation textuelle biblique et assyrienne après cela, et n'a pas livré de niveau notable du VIIe siècle av. J.-C., ce qui semble indiquer la fin de sa puissance.

« Azuri, roi d'Ashdod, prémédita en son cœur de ne pas livrer de redevance et envoya aux rois de son voisinages des messages hostiles à l'Assyrie. Parce qu'il avait fait du mal, je l'écartai du pouvoir sur les gens de son pays ; j'installai à leur tête Ahimiti son frère et pair (?) comme roi. Les Hittites (Syriens), qui (ne) disent (que) des fourberies, furent hostiles à son autorité et élevèrent à leur tête Yamani, (personnage) sans droit au trône, qui comme eux ne connaissait pas le respect de mon autorité. Dans le sursaut de mon cœur je ne rassemblai pas la masse de mon armée et je n'organisai pas mon corps expéditionnaire ; j'aillai à Ashdod avec (seulement) mes guerriers qui ne quittèrent pas mon côté là où il y a des ennemis. Et lui, Yamani, quand il apprit la venue de mon expédition (alors que j'étais encore) loin, il s'enfuit à la frontière de l’Égypte aux confins du pays de Meluhha (Koush ?) en un lieu introuvable. J'assiégeai (et) je conquis les villes d'Ashdod, de Gath (et) d'Ashdod-sur-mer ; je comptai pour butin ses dieux, son épouse, ses fils, ses filles, (ses) biens (et) possessions, le trésor de son palais ainsi que les gens de son pays. Je réorganisai les villes elles-mêmes ; j'y fis résider des gens des pays conquis de ma (propre) main dans la montagne du lever du soleil ; [je mis à leur tête un mien fonctionnaire comme gouverneur,] je les comptai parmi les gens d'Assyrie et ils tirèrent mon joug. Le roi de Meluhha (…) [apprit de loin] la force des dieux Assur, Nabû (et) Marduk ; mon éclat royal terrible le recouvrit et l'effroi se déversa sur lui ; il le (Yamani) jeta dans des entraves, [des anneaux] (et) des attaches de fer et on l'amena en Assyrie même - un long voyage ! - jusque devant moi. »

— La soumission d'Ashdod d'après une inscription de Sargon II.
Après la mort de Sargon en 705 av. J.-C., Ashkelon et Ekron participent à une nouvelle révolte contre l'Assyrie, apparemment organisée par le roi Ézéchias de Juda. Dans la seconde, le roi Padi est chassé par des nobles qui le livrent au roi de Juda. Le nouveau roi assyrien, Sennachérib, intervient donc dans la région en 701, reçoit la soumission d'Ashdod, et prend Ashkelon dont il remplace le roi. Puis il s'empare d'Ekron, où ceux qui ont participé à la rébellion sont exécutés, avant de forcer le roi de Juda à libérer Padi, qui est réinstallé à Ekron. Les rois d'Ekron, d'Ashdod et de Gaza, qui étaient restés fidèles à l'Assyrie, sont récompensés par l'attribution de territoires appartenant auparavant à Juda,.
Ces royaumes philistins disposent d'un statut de faveur dans l'empire assyrien, et sont jugés importants avec l'accroissement de la rivalité entre ce dernier et l'Égypte voisine, qui est attaquée par le roi assyrien suivant, Assarhaddon, en 679. Deux ans plus tard les rois des cités philistines (Gaza, Ashkelon, Ekron et Ashdod) sont convoqués en Assyrie en même temps que des rois de Syrie, pour y apporter du tribut et des travailleurs corvéables pour le cœur de l'empire. Une dizaine d'années plus tard, les Philistins sont mentionnés parmi les royaumes soutenant le roi assyrien suivant, Assurbanipal, lors de sa campagne en Égypte.
Les cités philistines semblent avoir conservé un important degré d'autonomie sous la domination assyrienne, du moment qu'elles payaient le tribut qui leur était demandé, et connu une phase de prospérité, notamment grâce à leur position d'intermédiaire dans le commerce entre les cités de Phénicie et l'Égypte. Ainsi, Gaza devient dès les débuts de sa soumission un comptoir commercial contrôlé par l'Assyrie, kāru, servant pour le commerce international. Des tablettes mises au jour en Assyrie documentent des livraisons de tribut depuis des cités philistines, notamment des chevaux, de l'argent, des étoffes, des poissons et du blé, et des émissaires philistins venus en Assyrie.

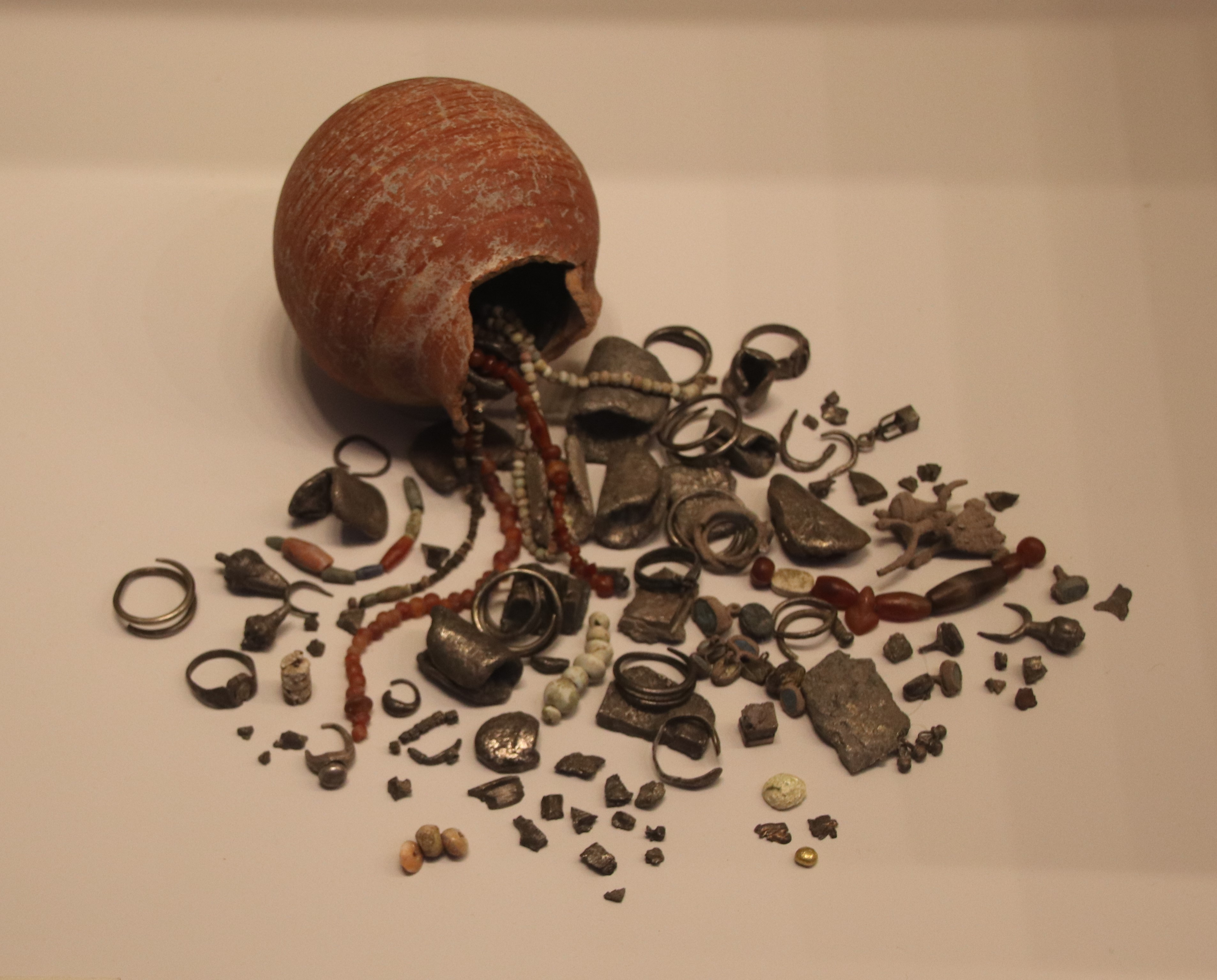
Jarre contenant des objets en argent, faïence et pierres semi-précieuses. Éqron, Musée d'Israël.

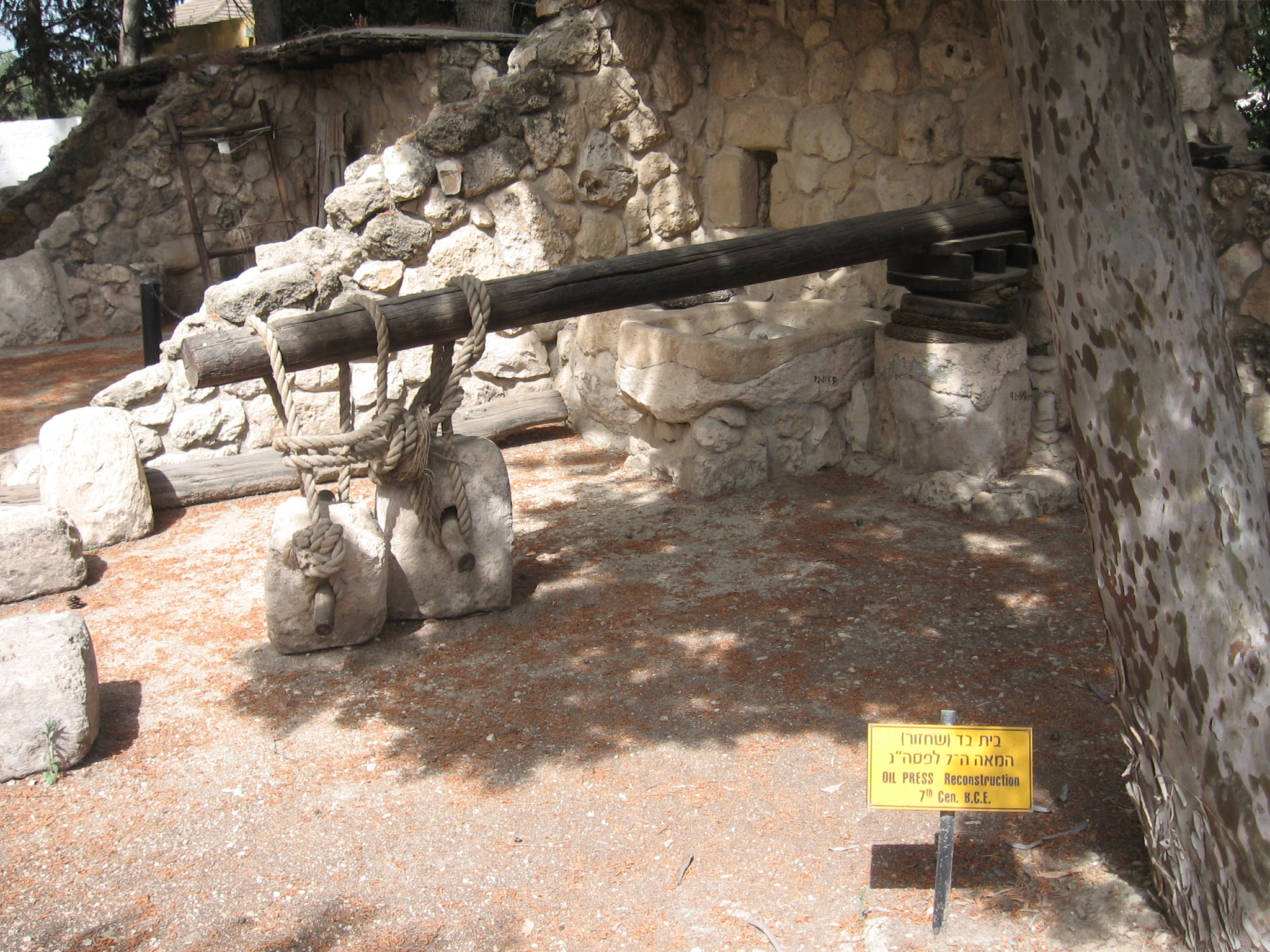
Reconstitution d'une presse à huile du sur le site d'Éqron (Tel Miqne, Israël).

En Philistie, la domination assyrienne se repère à Ashdod, où une forteresse-palais dans le style assyrien des conquérants est érigée après la prise de la ville en 712 (à laquelle semblent également liées des fosses communes mises au jour ailleurs sur le site). D'autres bâtiments qui semblent liés à l'emprise assyrienne ont été identifiés à Ruqeish et Tel Gamma (Tell Jemmeh). L'archéologie indique aussi qu'Éqron, peu importante durant les phases précédentes, connaît un important essor durant l'âge du fer II C, qui correspond au VIIe siècle av. J.-C. : l'acropole est reconstruite, la ville s'étend à nouveau dans la ville basse pour couvrir environ 20 hectares, de nouvelles fortifications sont érigées. L'ensemble monumental majeur est un complexe comprenant un palais et un temple, où ont été trouvées des inscriptions au nom du roi Padi. Il comprenait des magasins ayant livré des milliers de jarres et autres céramiques, des caches d'objets en métal. Une importante activité de presse d'huile d'olive s'est développée dans la ville, puisque pas moins de 115 installations consacrées à celle-ci ont été identifiées autour d'Ekron. La production d'huile est aussi documentée à Tel Batash. À Ashkelon également, les traces de prospérité sont évidentes : un quartier commercial et un atelier destiné au pressage du vin ont été mis au jour ; un ostracon et des céramiques documentant le commerce du vin.
Les derniers temps de la domination assyrienne sur les cités philistines ne sont pas bien documentés. Seul l'historien grec Hérodote (Ve siècle av. J.-C.) fournit des informations, qui sont à prendre avec précautions car il s'agit d'une source indirecte, écrite bien après les faits. Il évoque ainsi un siège d'Ashdod par les troupes égyptiennes de Psammétique Ier, qui aurait duré 29 ans, et la destruction du temple d'Astarté de cette même cité pas les Scythes lors de leur invasion de la région. On ne connaît aucune autre mention écrite de ces événements, et aucune trace archéologique n'en a été retrouvée,.

### La culture philistine de l'âge du fer II

#### Céramique
La culture matérielle de la Philistie de l'âge du fer II est avant tout définie par sa céramique :
- la période Fer II A est caractérisée par une céramique polie à engobe rouge (Red Slipped Burnished Ware) qui supplante les poteries bichromes du Fer I final, la céramique « philistine » n'étant plus présente sur des niveaux du Fer II que sous des variantes considérées comme « dégénérées ». Pour ce qui est des formes, aux bols carénés et calices déjà présents durant la période précédente s'ajoutent des bols ouverts à crête et divers types de cratères, des jarres globulaires. Une tradition de poteries sans décor s'affirme en Philistie durant cette phase, qui voit sur sa fin la disparition des poteries de la tradition « philistine » ;
- pour le Fer II A et B, un type courant est la céramique dite d'Ashdod, ou poterie philistine tardive à décor, avec un décor à engobe rouge épais, un polissage vertical, des décors linéaires noir et blanc. Des vases zoomorphes apparaissent avec ce style. Cette céramique semble caractéristique de la culture philistine de l'époque puisqu'elle se trouve avant tout sur les sites de cette région, aussi dans son voisinage, et servirait de céramique raffinée pour la table des élites. Les analyses pétrographiques indiquent qu'elle est fabriquée surtout à Ashdod et Gath. La poterie phénicienne du Fer II A est rarement attestée en Philistie malgré la proximité géographique ;
- vers la fin du Fer II B apparaissent de nouvelles formes d'inspiration assyrienne, telles que des bols carénés et des bouteilles, des pots de cuisson à rebords et de petites jarres. La production de masse semble se développer, l'engobe rouge se raréfie, la céramique d'Ashdod aussi. Les similarités entre cette production et celles de la Shéphélah voisine s'affirment. Les imports occidentaux (grecs) et égyptiens se font plus présents durant le Fer III C[92].

#### Divinités
Dans le domaine religieux, la Bible indique que le principal dieu des Philistins est Dagon, d'origine ouest-sémitique, qui dispose de temples à Gaza et Ashdod. Elle évoque aussi Baal-zebub (le « Belzébuth » biblique), le dieu d'Ekron, un des avatars du dieu Ba'al dont le culte est très répandu au Levant. Les inscriptions retrouvées sur des jarres de ce site confirment la présence d'un culte au dieu Ba'al, patronné par le roi Padi, et d'autres jarres ont été vouées à la déesse Astarté. 
Une inscription du roi Achish/Ikausu, fils de Padi, commémorant la construction d'un temple, indique qu'il est dédié au culte de la déesse Ptgyh (Patgayah), interprétée comme la déesse grecque Gaïa, ce qui serait une réminiscence de l'héritage égéen à l'origine de la culture philistine.

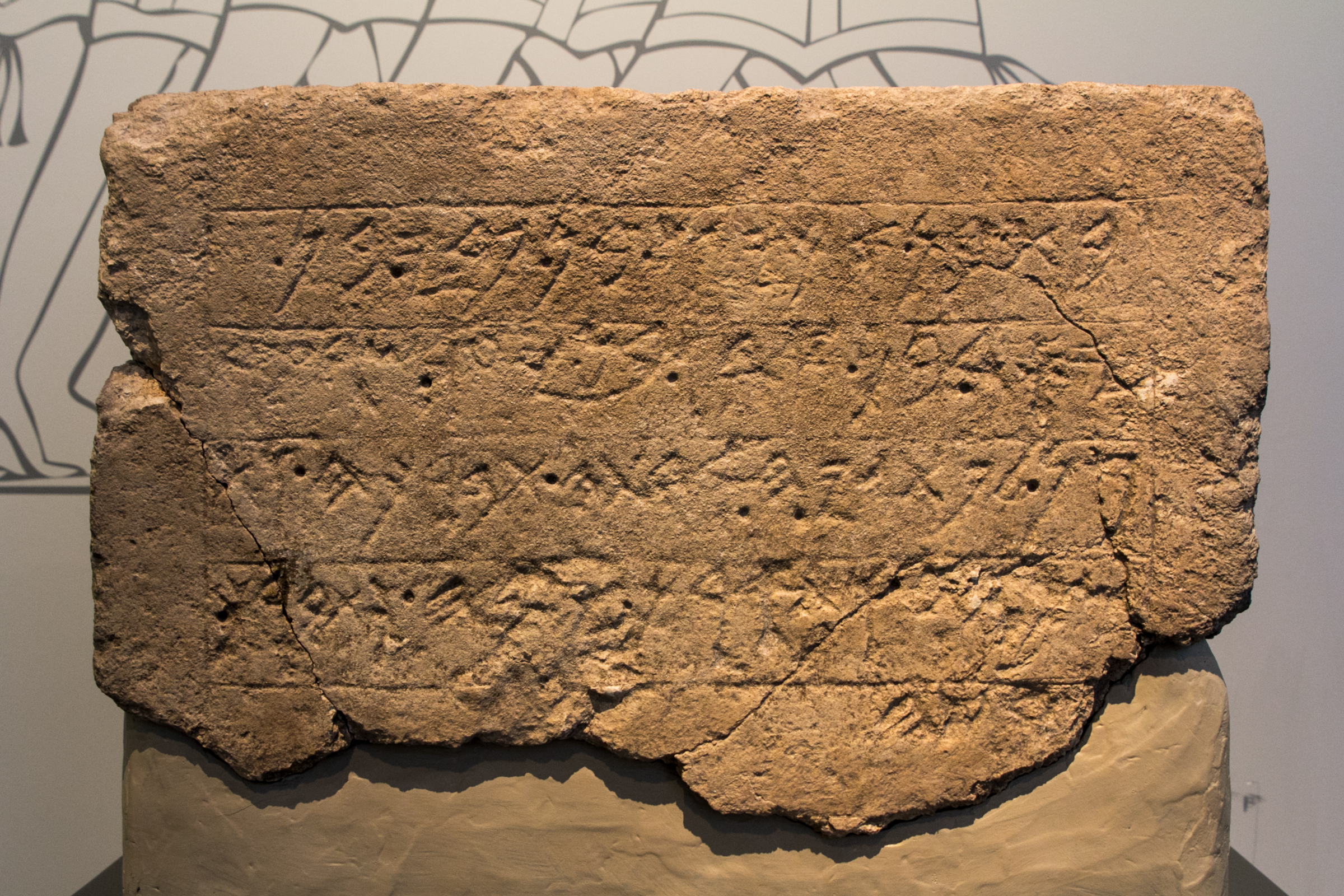
L'inscription du temple d'Éqron. Musée d'Israël. Traduction : Le temple qu'il a construit, ʾkyš (Achish, Ikausu) fils de Padi, fils de Ysd, fils d'Ada, fils de Yaʿir, seigneur d'Ekron, pour Ptgyh sa dame. Puisse-t-elle le bénir, le protéger, prolonger ses jours et bénir sa terre.

Le lieu de découverte, le « complexe 650 », un plan de type néo-assyrien, mais le sanctuaire à piliers est plutôt de type phénicien. Y ont été retrouvés des jarres, ainsi que des objets en ivoire égyptiens rapportés des pillages perpétrés par les Assyriens. En dehors de cet exemple, on ne connaît pas de façon assurée de temple philistin pour l'âge du fer II, même s'il existe peut-être des pièces cultuelles dans des édifices à vocation domestique et industrielle dégagés à Ashdod. Des objets cultuels en terre cuite ont été mis au jour sur des sites de cette période, notamment des sortes de supports et d'étendards, ou des calices, en terre cuite, comportant parfois des représentations animales et humaines, ainsi qu'architecturales et pastorales, dans un style plutôt cananéen et syrien, mais parfois des éléments rappelant l'iconographie de type égéen de la période précédente. Celle-ci transparaît aussi dans des figurines féminines mises au jour à Ashdod.

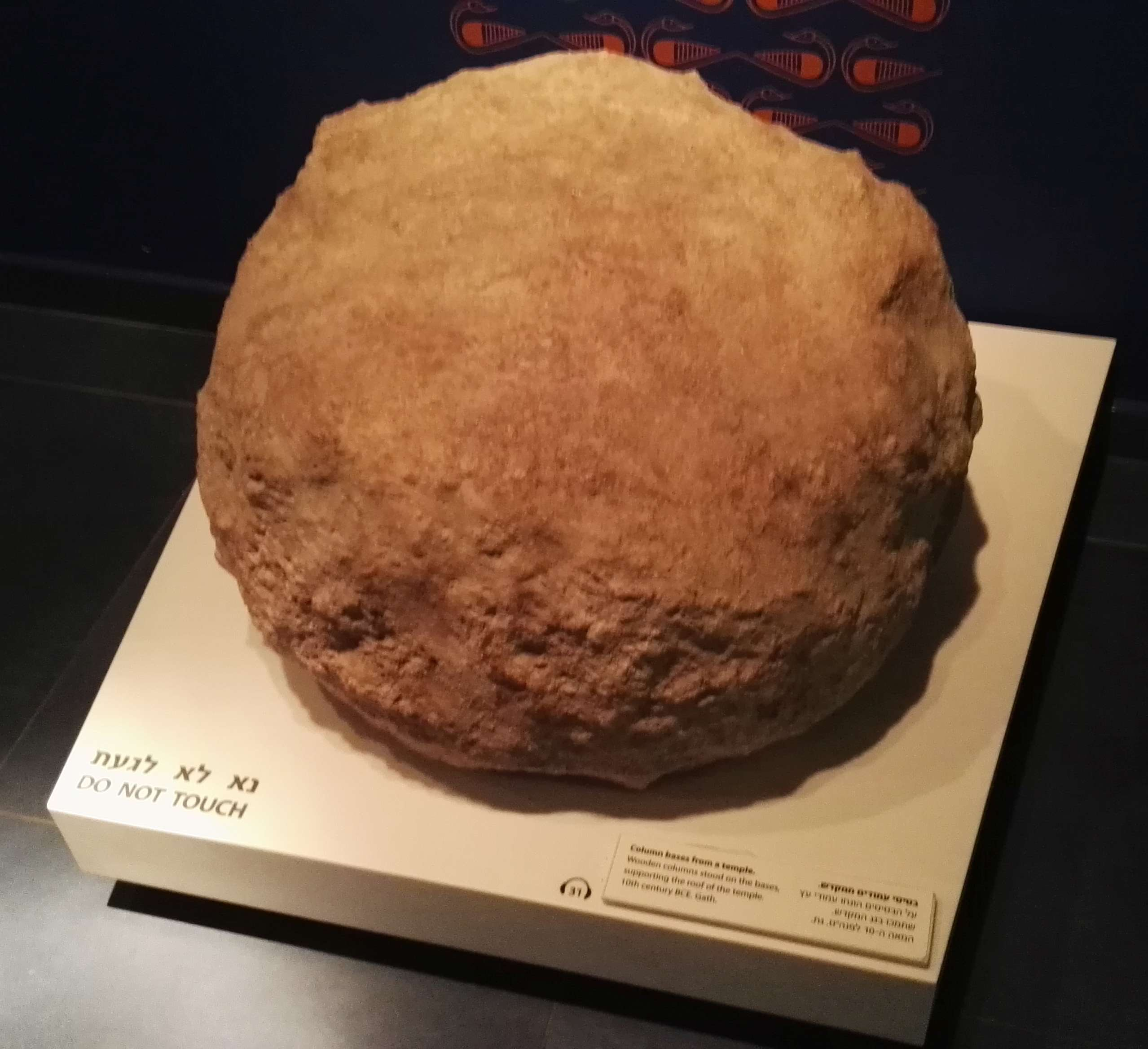
Base de colonne provenant d'un édifice à vocation cultuelle, Tell es-Safi/Gath, Xe siècle av. J.-C. Musée de la culture philistine (Ashdod).
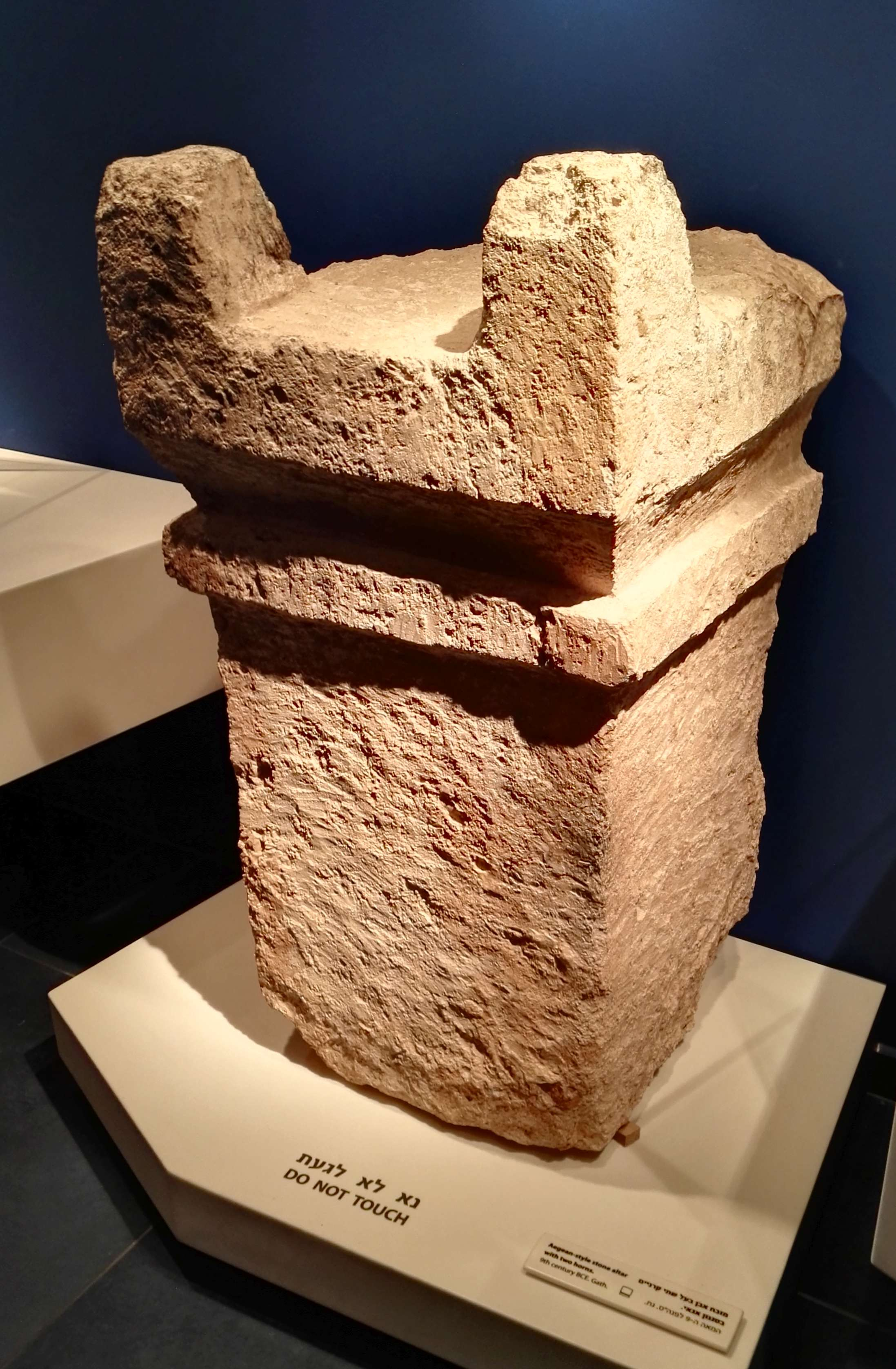
Autel à cornes présentant des affinités égéennes, Tell es-Safi/Gath, IXe siècle av. J.-C. Musée de la culture philistine.
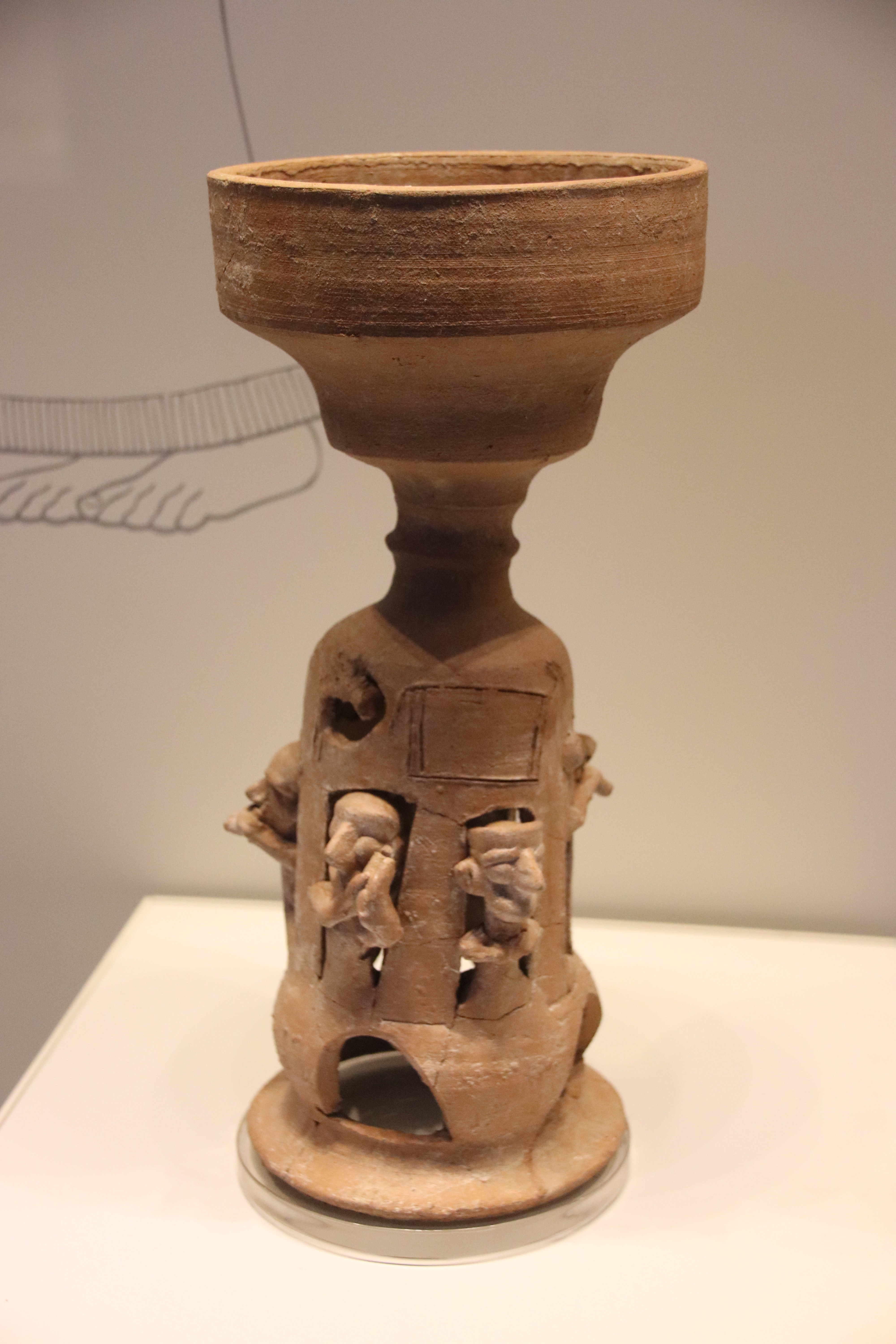
Support cultuel représentant des musiciens. Ashdod, Xe siècle av. J.-C. Musée d'Israël (Jérusalem).
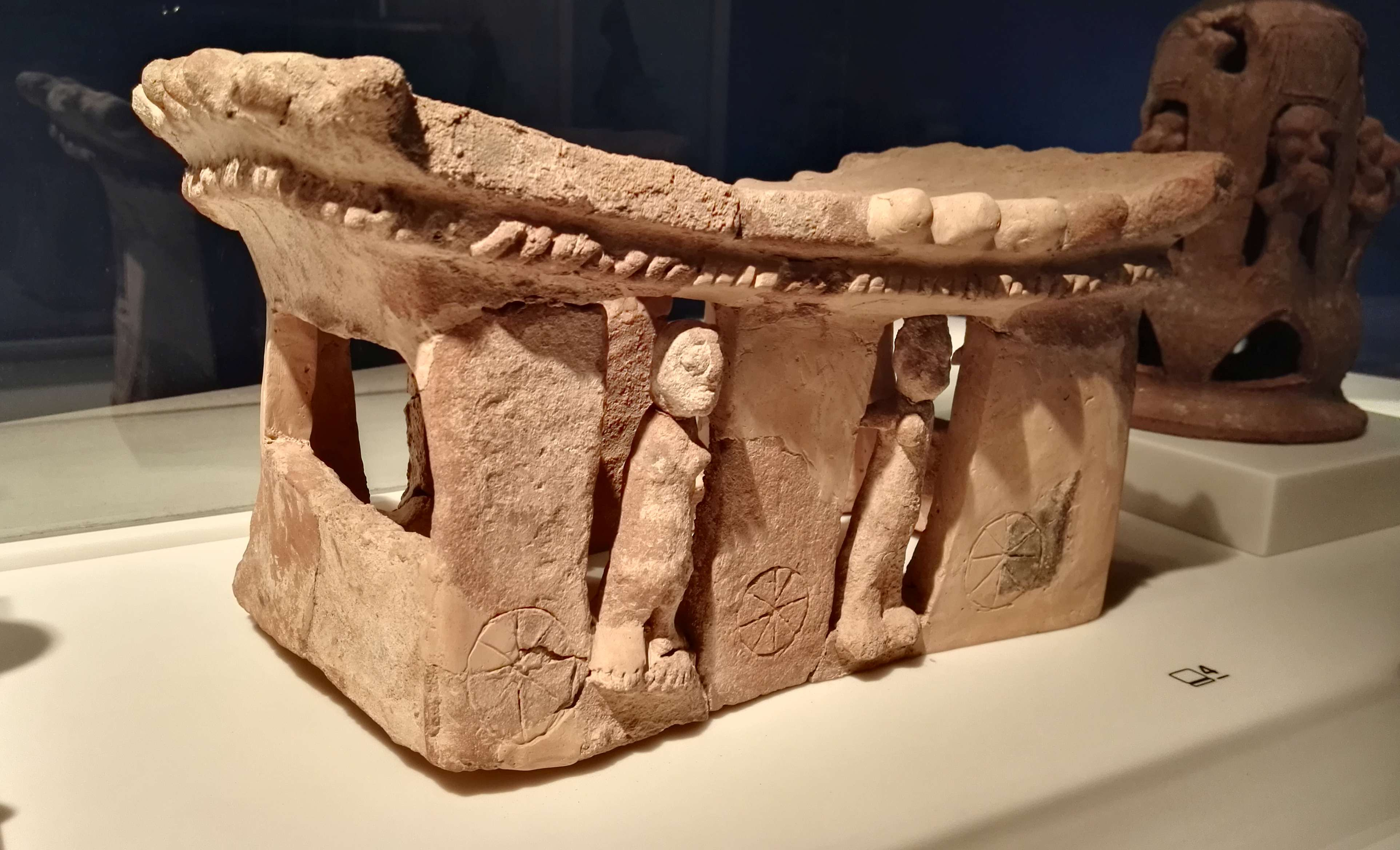
Support de culte avec des figures humaines. Musée de la culture philistine.
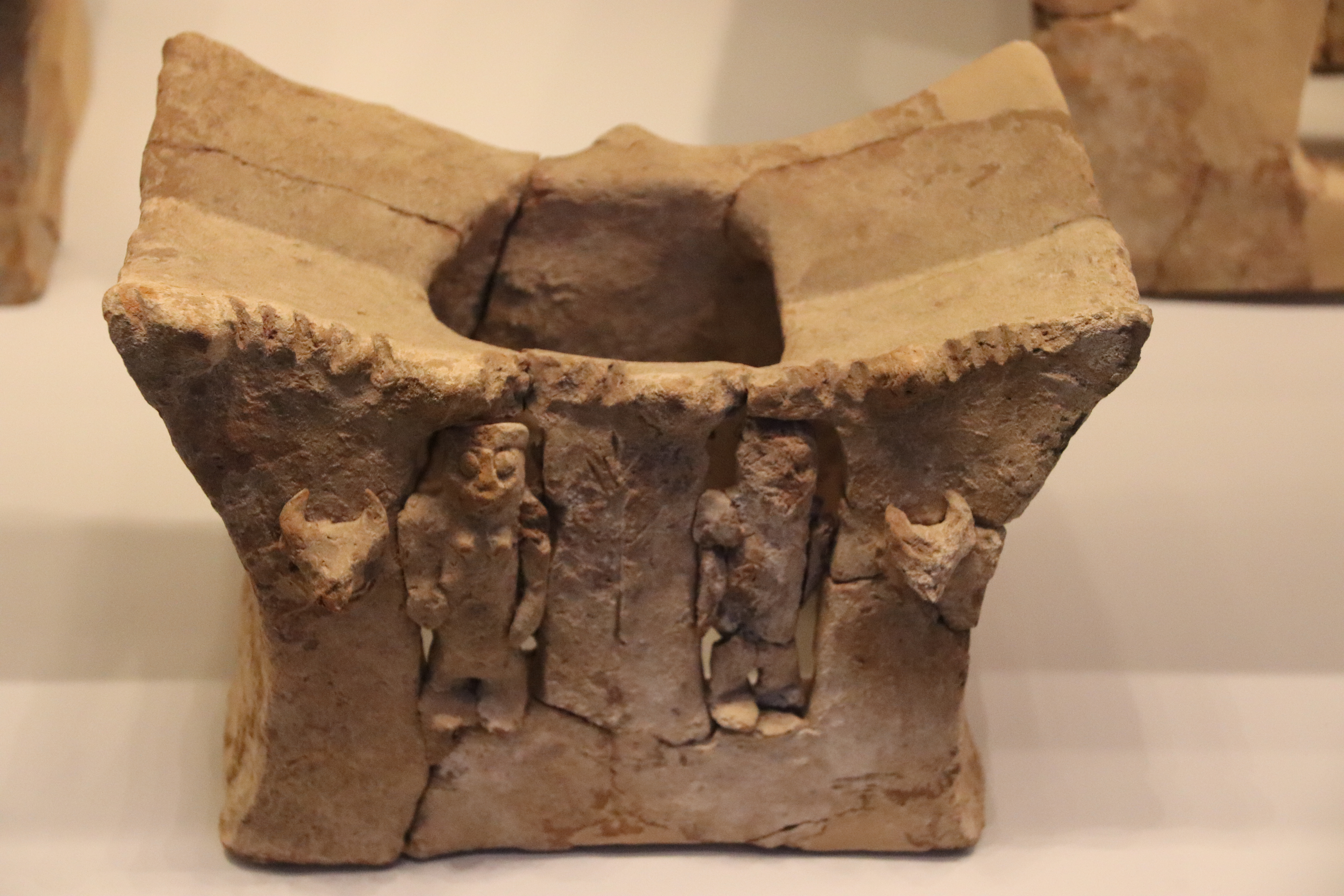
Support de culte avec des figures humaines. Yavné, IXe siècle av. J.-C. Musée d'Israël.
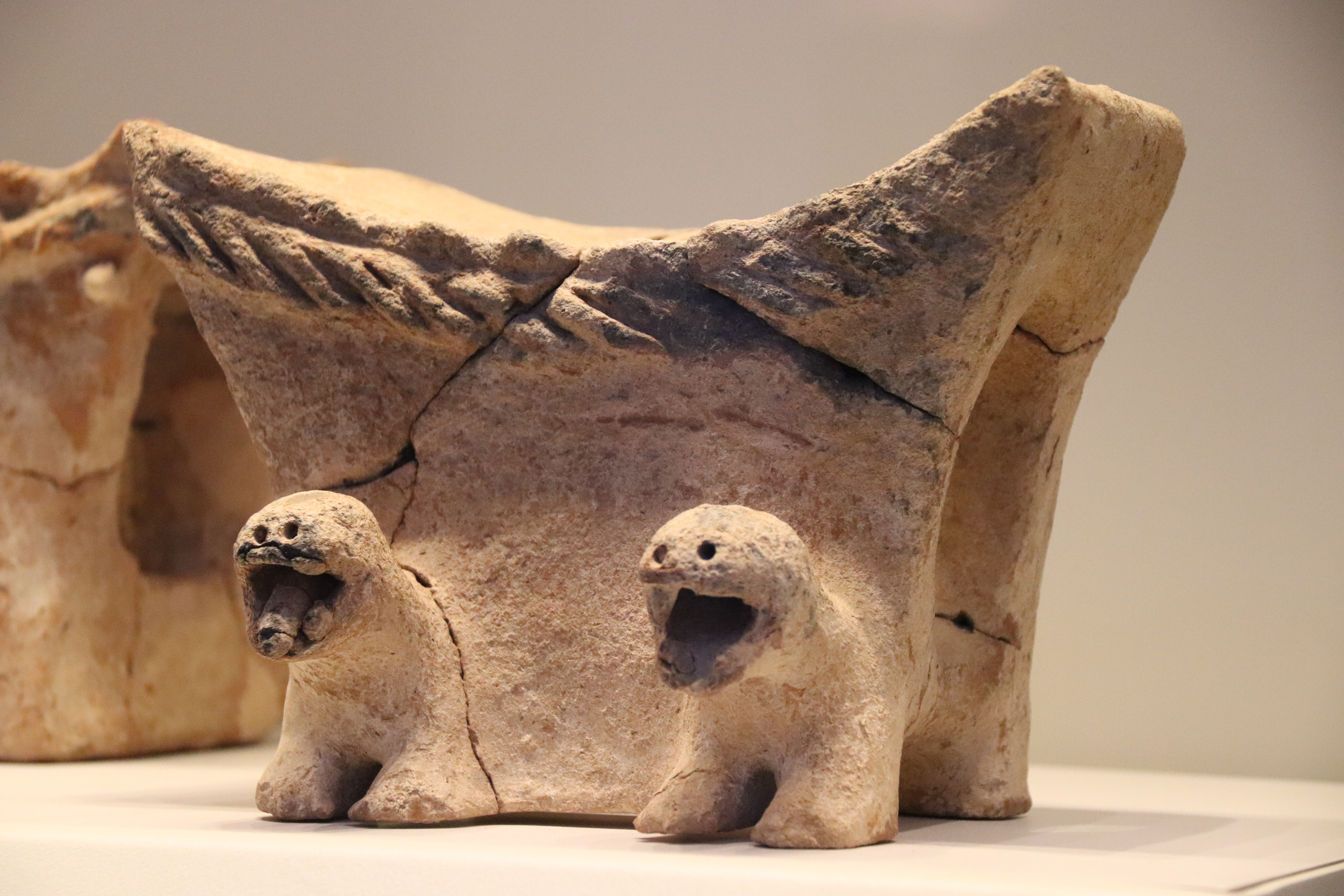
Support de culte avec des figures animales. IXe siècle av. J.-C. Musée d'Israël.

#### Pratiques funéraires
Du point de vue des pratiques funéraires, la situation est similaire à celle de la période précédente, notamment à la fin du Fer I et au début du Fer II A à Azor : tombes à fosse, en briques, parfois multiples, plus rarement dans des jarres. La crémation apparaît aussi dans des contextes du Fer II B et C (Ruqeish, Tell el-Farah sud), ce qui refléterait une influence phénicienne. Le cimetière du Fer II A d'Ashkelon comprend également des inhumations dans des tombes à fosses, et aussi des tombes maçonnées rectangulaires faites avec des blocs de pierre. La crémation y est peu attestée, les corps des défunts sont orientés dans un sens est-ouest (perpendiculaire à la côte), il n'y a pas de stèle funéraire ou autre marqueur extérieur de la présence de la tombe, ni de matériel indiquant la pratique d'un culte ancestral comme cela se fait en Phénicie ou dans les hautes terres de Judée.

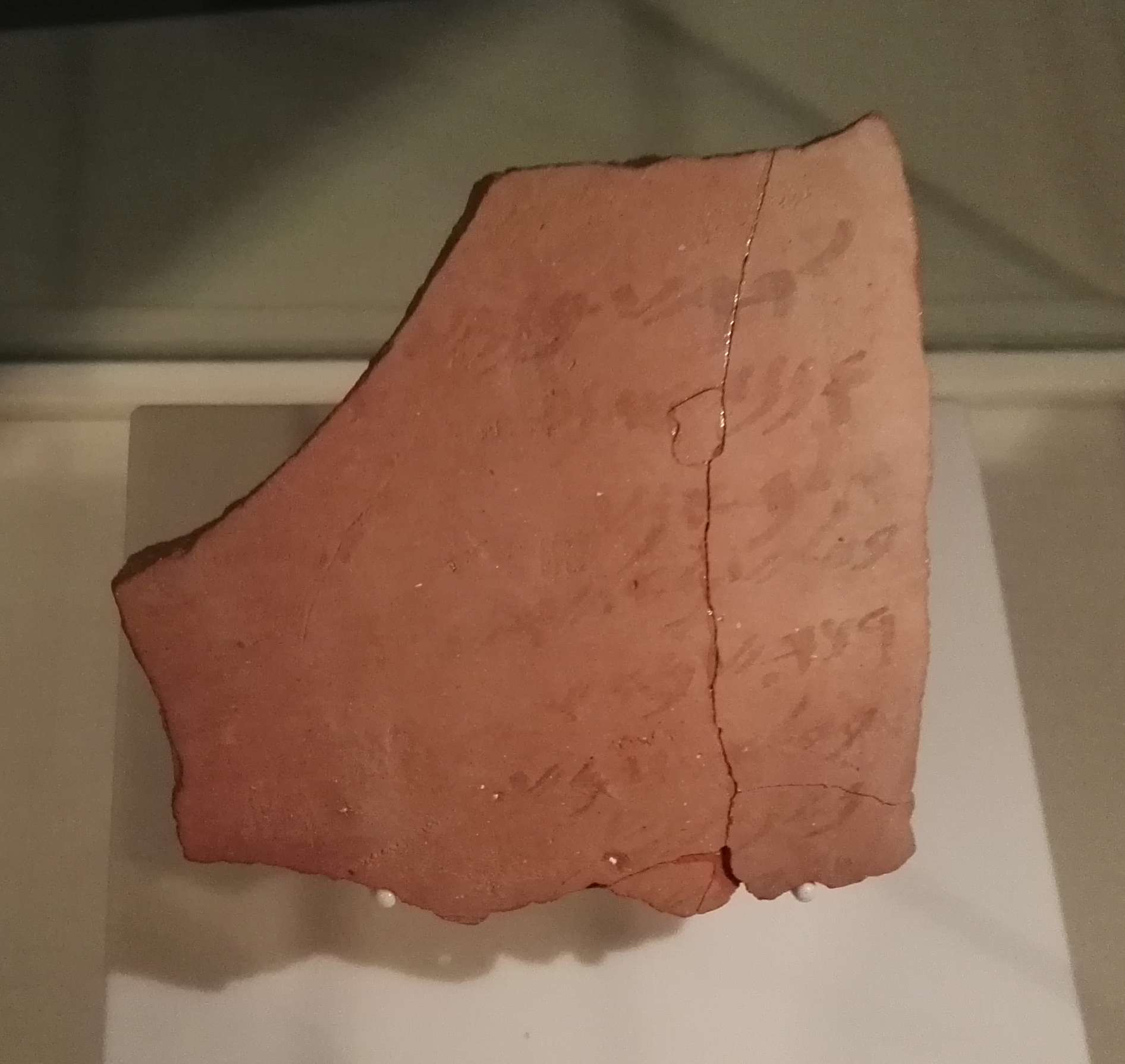
Ostracon provenant de Tell Jemmeh, v.. Musée de la culture philistine.

#### Inscriptions
Les quelques inscriptions provenant des sites philistins sont écrites dans une langue ouest-sémitique, difficile à distinguer de l'hébreu, même si certains la considèrent comme un dialecte indépendant du groupe « cananéen » (qui comprend notamment, en plus de l'hébreu, le phénicien). En tout cas, la langue philistine originelle, indo-européenne, est manifestement tombée dans l'oubli. Ces inscriptions emploient une écriture proche de celles des régions voisines, les formes des lettres et les répertoires n'étant alors pas figés, les scribes développant des traditions locales à partir de celles déjà accessibles. Les deux ostraca mis au jour à Ashkelon sont pour l'un en alphabet phénicien, pour l'autre en alphabet dit « néo-philistin », les inscriptions d'Ekron sont plutôt de type phénicien, aussi avec des affinités avec l'hébreu ancien, attestées par d'autres inscriptions. L'araméen est aussi écrit par endroits.

### La conquête babylonienne et la fin des Philistins
La période de prospérité des cités philistines s'achève avec la fin de l'empire assyrien, détruit par les Mèdes et les Babyloniens dans les années 626-609 av. J.-C. La domination assyrienne sur la région prend fin dans ces années de conflit qui obligent les Assyriens à se concentrer sur la défense de leur pays d'origine. L'Égypte, qui s'allie alors à son ancien ennemi assyrien, en profite pour tenter d'étendre son influence au Levant, et à tout le moins, elle parvient à y faire passer ses troupes pour les envoyer combattre en Mésopotamie du nord. En 609 av. J.-C., les troupes du pharaon Nékao II s'emparent de Gaza selon les dires de Hérodote. Le triomphe des Babyloniens face aux Assyriens puis aux Égyptiens leur permettent de mettre la main sur les cités philistines à partir de 604 av. J.-C., au début du règne de Nabuchodonosor II. Les destructions causées par les armées babyloniennes sont clairement identifiées par l'archéologie à Éqron (niveau IB, 604), Ashdod (Niveau VI, v. 600) et Ashkelon (604). Elles marquent la fin de la période du Fer II. Une partie de la population est déportée en Babylonie, avec en premier lieu son élite, les fils du roi Aga d'Ashkelon étant mentionnés dans des tablettes babyloniennes comme bénéficiaires de rations délivrées par l'administration royale, et les rois d'Ashdod et de Gaza sont présents lors de l'inauguration d'un palais de Nabuchodonosor II en 579. Des descendants de déportés d'Ashkelon et de Gaza sont encore attestés dans les tablettes de Nippur de la seconde moitié du Ve siècle av. J.-C. Ce sont les dernières attestations de populations qui pourraient être considérées comme ethniquement philistines,. Durant la période achéménide (539-330 av. J.-C.) puis la période hellénistique (v. 323-31 av. J.-C.) qui lui succède, « la Philistie était sans doute encore vue comme une entité géopolitique, mais les Philistins en tant que peuple avaient cessé d'exister » (D. Ben-Shlomo).

## Résurgences

### Un motif religieux et littéraire
Après leur disparition, les Philistins deviennent alors un motif littéraire, transmis par la Bible. Leurs successeurs continuent à jouer un rôle d'adversaire servant à renforcer la conscience nationale des Juifs après leur retour de l'Exil babylonien, ravivant la vieille rivalité entre les deux régions : dans le Livre de Néhémie, les gens d'Ashdod s'opposent à la reconstruction du Temple de Jérusalem, et le prophète éponyme du livre proscrit de se marier avec des femmes de ce pays (comme avec celles d'autres peuples voisins). Par la suite, peut-être vers l'époque hellénistique, le terme « Philistins » devient une façon générique de désigner un ennemi d'Israël.
Cette connotation négative perdure à l'époque moderne. Ainsi, dans la littérature allemande du XIXe siècle (à la suite notamment de Goethe et Schiller), les « Philistins » (allemand : Philister) sont des individus étrangers aux universités, vulgaires, ennemis du savoir, du génie,. Ce mot désigne plus généralement une personne à l'esprit obtus ayant une posture anti-intellectuelle, c'est une manière de dénigrer le groupe bourgeois et il est repris avec un usage similaire dans d'autres pays, par exemple en France par Gérard de Nerval et Théophile Gautier, ou Georges Brassens dans l'adaptation du poème Les Philistins de Jean Richepin.

### Des Philistins à la Palestine
Le nom géographique « Palestine » dérive de celui des Philistins.
Le terme géographique « Palestine » (Palaistinè, en grec ancien : Παλαιστίνη) apparaît pour la première fois sous la plume de l'historien grec Hérodote, au Ve siècle av. J.-C., qui en fait un district de la Syrie. C'est sans doute une forme dérivée de l'araméen pelištaʾīn, ou de l'hébreu pĕlištīm, « Philistins ». Par extension, le pays entre Gaza et le Mont Carmel où ils vivent est parfois désigné comme le « pays des Philistins » (hébreu ʾereṣ pĕlištīm) ou la « Philistie » (hébreu pĕlešet ou palašat), notion qui se retrouve aussi dans les textes assyriens (KUR Palastu/Pilišta/Pilište). Les sources grecques suivantes diffusent le terme géographique Palaistinè Syria, puis le mot est transmis aux Romains sous la forme latine Palæstina, anciennement province de Judée. La région désignée est alors beaucoup plus ample que l'ancien territoire des Philistins, et recouvre en gros la région du Levant située entre l'Égypte et la Phénicie. L'historien Flavius Josèphe (Ier siècle) est le premier à relier clairement le terme « Palestine » aux Philistins, puisqu'il désigne ces derniers (en grec) comme des Palaistinoi, Παλαιστινοί, alors que la Septante les appelle Philistieim, ce qui est une transposition phonétique du terme hébreu correspondant,,. D. Jacobson a également proposé qu'une interprétation secondaire du terme ait existé, par une sorte de jeu de mots en grec, le reliant à la désignation géographique « Israël » (qui la recoupe en partie) : Palaistinè rappelle en grec ancien : παλαιστής, palaistès, « lutteur », or l'étymologie biblique d'Israël (Yisraʾel) est « celui qui lutte avec Dieu ».
Sous la domination romaine, la deuxième révolte juive (132-135) aboutit à l'expulsion des Juifs de Judée sous l'empereur Hadrien. La région est intégrée dans la province de « Syrie-Palestine » (Syria Palæstina), nouvelle dénomination, calquée sur le grec, de ce qui était auparavant appelé en latin Syria Judaea (« Syrie Judée » ou « Syrie juive ») par les vainqueurs désireux de faire disparaître tout rattachement symbolique de la région aux anciens rebelles juifs. Au Ve siècle, le Levant méridional est divisé en trois provinces appelées « Palestine » (Palaestina Prima, Palæstina Secunda et Palæstina Tertia (en) ou Palæstina Salutaris (en)). Puis le terme passe en arabe sous la forme Filasṭīn (فلسطين).